# 三越日本橋本店
三越日本橋本店（みつこしにほんばしほんてん）は、東京都中央区日本橋室町に所在する、三越伊勢丹が運営する百貨店。三越ブランドの本店である（三越伊勢丹の商業登記上の本店は伊勢丹新宿店）。「日本橋三越本店」とも称する。

## 歴史

### 三越家の設立
三越の前身である呉服商の「越後屋」は、江戸時代前期の1673年（延宝元年）、江戸の本町にて創業。1683年（天和3年）に駿河町に移転した。
江戸が東京と変わった後の1872年（明治5年）、井上馨ら大蔵省首脳の勧告を受け、三井家から呉服業を分離し、三越家を設立。1874年に木造瓦葺き2階建ての土蔵造りの店舗が新築された。服飾の洋風化に着目した三越は洋服部を新設し、1887年（明治10年）に木造2階建西洋風白壁塗の店舗を新築し、1888年（明治11年）1月8日に開店した。1895年11月には本店2階の客間と使用人宿泊施設を改装し、ガラス張りのショーケースを設置して呉服の陳列販売を開始した。1900年には理事の高橋義雄により、従来の「座売り」の慣行を全廃し、1階・2階とも陳列場とした。顧客が多彩な商品を自由に見て購入品を決めることは当時の呉服商において先駆的なことであり、のちの百貨店建築に影響を及ぼすこととなる。1904年（明治37年）には土蔵造りの店頭を改装し、ショーウインドーを設けた。前年には白木屋の新店舗がベルギーから輸入したガラスでショーウインドーを設置しており、日本初はそちらとなる。

### 百貨店として
日露戦争下の1904年（明治37年）12月には顧客や取引先に対し「デパートメントストア宣言」と記した挨拶状を発送し、日本初の百貨店としての歩みを始める。明治 - 大正時代には個人が所有するカメラが一般に普及しておらず、大きな催し物がある度に三越では絵葉書を発行した。1905年の日露戦争勝利後には陸海軍の凱旋やイギリス海軍艦艇の寄港を記念して何度も絵葉書を作成している。当時の三越はナショナリズムに寄り添う方針で、高さ40尺・間口15間の木造漆喰塗りの凱旋門を建てて戦勝を祝った。1907年4月1日には写真部を開設。呉服店を前身としていることもあり、衣装を無償で借りて撮影することができた。1911年（明治44年）8月には最新式の機械を輸入し、撮影から写真の引き渡しまで1時間で仕上がる「1時間写真」を導入。同年10月にはカラー写真の撮影を開始。1912年（大正元年）12月7日には1分間写真を開始した。1913年（大正2年）8月からは、アマチュア写真家向けにイーストマンやゲルツ、フォクトレンダーなどの輸入カメラ、三脚、現像液などの販売を開始する。
1906年（明治39年）から始まった東京市の市区改正で京橋から万世橋にかけての道路拡幅が事業化され、土蔵造りの旧館の取り壊しを余儀なくされた。そこで、西側の民家やミルクホール、浴場など十数戸を買収し、仮営業所を建設することとした。首脳陣は欧米の先進国の百貨店を視察し、日本の国情と共通点があり、三越の理念に通じる点も多いイギリスのハロッズを手本とすることを決めた。仮営業所は1908年4月1日に開店。敷地563坪（約1,858m2）、延床面積1,200坪（約3,960m2）、木造3階建てのルネサンス建築で、1階に木綿類と雑貨、2階に呉服と貴金属売場、3階は美術品売場や写真撮影所とした。内部の装飾は1階はゴシック様式、2階はルイ様式とし、3階には和風の貴賓室「竹の間」が設けられた。1階には池を備えた2か所の中庭を持ち、中央の大階段や屋上庭園は、のちに百貨店建築として定着してゆく。旧店舗跡地では1909年（明治42年）4月から1か間、子供たちのほしい品や外国の風景の模型展示、娯楽施設などを設けた「児童博覧会」を開催した。家族連れで連日にぎわい、各方面から好評を博したことから恒例行事となる。同年に編成された三越少年音楽隊は三越の催事での演奏にとどまらず、陸軍糧秣本廠の儀式や相撲力士の優勝祝賀会でも演奏を行い、1913年10月19日には日比谷野外音楽堂でコンサートを行った。

### 本店新館の建設
その後、南側の敷地を買収し、洋服部の売り場を増築したが手狭になったことから、日本橋大通りに面した旧館跡地に本店新館の建設を決定した。1910年10月1日に地鎮祭を挙行。1911年7月5日に着工。横河工務所の設計・施工により、3年あまりの工期を経て1914年（大正3年）9月15日に竣工した。建築構造は当時の最新の鉄骨カーテンウォール構造で、ルネサンス様式の地上5階建の新店舗は広く注目され、「スエズ運河以東の大建築」と書いた新聞もあった。室町大通り（中央通り）に面した間口は120尺5寸（約36.5m）、駿河町通り（江戸桜通り）に沿った奥行は185尺（約56.1m）で、奥行方向に長い平面を持っていた。室町大通り側に正面玄関があり、その両脇はショーウインドーであった。2体のライオン像は開店当時からのシンボルである。
来店客は正面玄関で履物を預けて入店し、買い物を終えた後は駿河町通り側の出口に接した買上品場で商品を受け取り、地下に保管されていた履物を下足室で受け取って店を出る仕組みであった。下足預かりは、1923年（大正12年）に起きた関東大震災後に廃止されている。正面玄関を入ると売り場が広がり、その奥の中央部に間口約12m、奥行約18.6mの5階まで吹き抜けの大ホールがあり、10本の大理石仕上げのコリント式の巨大な柱の上部はアーチでつないでいた。屋根のステンドグラスで取り入れた陽の光を受けながら、来店客が大階段を行き来する演出がなされていた。屋上はガラス屋根を囲むように屋上庭園が整備され、東側に東屋と奏楽堂、北西角には茶室と和風庭園が設けられた。当時は3階建以上の建物はわずかであり、高さ55mの屋上の高塔は東京市内の各所から望むことができた。そこで、1916年（大正5年）5月15日からは風位を三角旗、天候の晴・曇・雨・雪をそれぞれ白・赤・青・緑の四角旗で表す天気予報信号旗が掲出された。店内には室町通り寄りに南北2基ずつ、計4基のエレベーターと、大ホール南側には常設のものとして日本初となるエスカレーターが設置された。このほかにも、各階で購入された商品を1階の買上品場に重力を利用して運ぶ「スパイラルシュート」、各階の勘定場と1階大階段脇の中央出納課の間で空気圧を使って金銭や伝票を運ぶ「ニューマチックチューブ（気力金銭送達機）」、エレベーターホール前の柱の投入口に書状を入れると地下室で取りまとめられて郵便局に差し出される「メールシュート」など当時の最先端の設備が採り入れられ、『建築雑誌』でも多くの紙面を割いて特集された。
新館完成に合わせ、洋酒や食料品、園芸の取り扱いを始め、食堂を開設した。当時の三越は帝国劇場と提携し、劇場パンフレットに「今日は帝劇、明日は三越」のキャッチコピーの広告を掲載した。このコピーは、三越の広報誌の編集を行っていた浜田四郎の考案によるものである。1920年には新館南側に木造4階建ての南新館を建設し、同年10月1日より催事会場などとして使用した。
1921年（大正10年）、仮営業所跡に地下1階・地上7階建ての西館を増築し、店舗規模を約2倍にした。食堂は既存の300席に600席を増設し、メニューも拡充した。屋上庭園も拡充し、西館に設けた「金字塔」と称する展望台付きの塔への散歩道が作られた。1922年（大正11年）7月には南新館のさらに南側に事務部門が使用する別館を設け、こちらを新たな「南新館」、従来の南新館は「中央館」と称するようになった。

### 関東大震災
1923年（大正12年）9月1日に発生した関東大震災では、同日夜半の火災により全商品を焼失する甚大な被害を受けた。しかし、一週間後の9月8日の『東京日日新聞』『都新聞』『報知新聞』の3紙には10月12日に営業再開する旨の広告を出し、大阪から東京港芝浦ふ頭へ海上輸送した生活必需品や実用品等の販売を始めた。10月15日には被災した市民の利便を図るため、東京市内の小石川と青山にマーケットを開設し、生活必需品等を販売した。新宿（10月28日）、本郷（11月17日）、銀座（11月22日）、牛込（11月25日）、浅草（12月3日）、上野（12月12日）にもマーケットを出店している。なかでも新宿と銀座のマーケットはのちに新宿三越、銀座三越として、三越の成長に寄与することとなる。本店は1924年（大正13年）10月1日より、営業を継続しながら西館・東館・中央館の順に修築工事が行われ、1925年（大正14年）9月15日に西館、1926年（大正15年）6月2日に東館が竣工。全館落成は昭和に入った1927年（昭和2年）3月末であった。内装と外装は作り替えられたが、鉄骨の躯体と床のスラブはそのまま使われている。修築工事を機に、東館6・7階に116m2の舞台と1階542席、2階桟敷席136席の客席を持つ三越ホール（のちの三越劇場）が1927年（昭和2年）4月7日にオープンした。売り場面積を拡大するため、東館の吹き抜けの大ホールは大幅に縮小された。1928年（昭和3年）6月1日には、「株式会社三越呉服店」の社名を「株式会社三越」に改めている。1932年（昭和7年）4月29日には浅草駅を起点とする東京地下鉄道が延伸開通し、三越前駅が開業した。駅や通路の工事費用の大部分を三越が負担することにより、それまで例のない、企業名を冠した駅名が実現した。駅と売り場を結ぶ通路の大理石の壁面やショーウインドー、照明や柱などの細部の装飾は、フランスのルネ・プルーの意匠が採り入れられた。1935年には6年越しの増改築工事が竣工。内装はルネサンス様式から、アール・デコ様式が採り入れられ、従来の関東大震災後の修築工事で縮小されていた吹き抜けの大ホールが復活した。

### 第二次世界大戦
第二次世界大戦（太平洋戦争）の戦時色が濃くなり、1942年（昭和17年）には本店の5階 - 7階が人絹・絹統制会などに貸し出された。1943年（昭和18年）のものと思われる売場案内には、軍刀・慰問品・防空用品売場や更生承り所、南方生活相談所など時代を映した内容がみられる。1945年（昭和20年）4月13日の空襲で配送拠点の大手町別館が焼失。5月24日から25日にかけての空襲では銀座支店が全焼し、新宿支店も罹災したが、日本銀行本店など経済的重要施設に近接した日本橋本店は焼失を免れた。

### 戦後
敗戦による占領下の1946年（昭和21年）12月には戦後初のクリスマスセールと大歳の市を開催。1950年には、供出されていた4階より上のフロアが返還された。
1954年（昭和29年）の三越50周年を記念して着手した南東角部の増築工事は1956年（昭和31年）6月10日に竣工。この増築で総面積は66,267m2に拡大し、当時の日本最大の百貨店となった。1960年（昭和35年）4月19日、1階大ホールに設置された「天女像 まごころ」の除幕式を実施。さらに1964年（昭和39年）には南側アーケード部の増築が行われ、街区全体を満たす建物として完成を見た。
1973年（昭和48年）11月13日に、本店南側の街路を挟んだ三角形の隣接地に新館が完成した。森をイメージした緑色の外観を持ち、1階はフードフロア、2階はファッションフロア、3階はサービスフロア、4階から10階にかけては230台収容の自走式駐車場で、別棟4階にはミニシアター（三越映画劇場）も設けられた。その後、日本橋北詰交差点に面した南東部分が2004年（平成16年）に増築されている。三越本店の食品売り場は、1914年（大正3年）の開店以来1階に展開していたが、1975年（昭和）より1階南側にセリーヌやダンヒルなどの売り場を設け「ファッションブティック化」を推進。1978年（昭和53年）8月29日には食品売り場を地下1階に集約した（デパ地下化）。1999年（平成11年）4月15日、本店本館が東京都景観条例に基づく東京都選定歴史的建造物第1号に選定。
2006年（平成18年）9月から2008年（平成20年）5月にかけて、本館に「都市型免震レトロフット工事」を実施し、営業を継続しながら建物地下に免震装置を備え付けた。2011年（平成23年）3月に発生した東北地方太平洋沖地震（東日本大震災）では、日本橋三越が所在する東京都中央区は震度5弱を観測したが、店内の被害は殆ど発生しなかった。
2016年7月15日には、国の重要文化財に指定された。2020年（令和2年）2月7日には、富裕層向けの家電製品の取扱いを強化したビックカメラが新館に開業した。

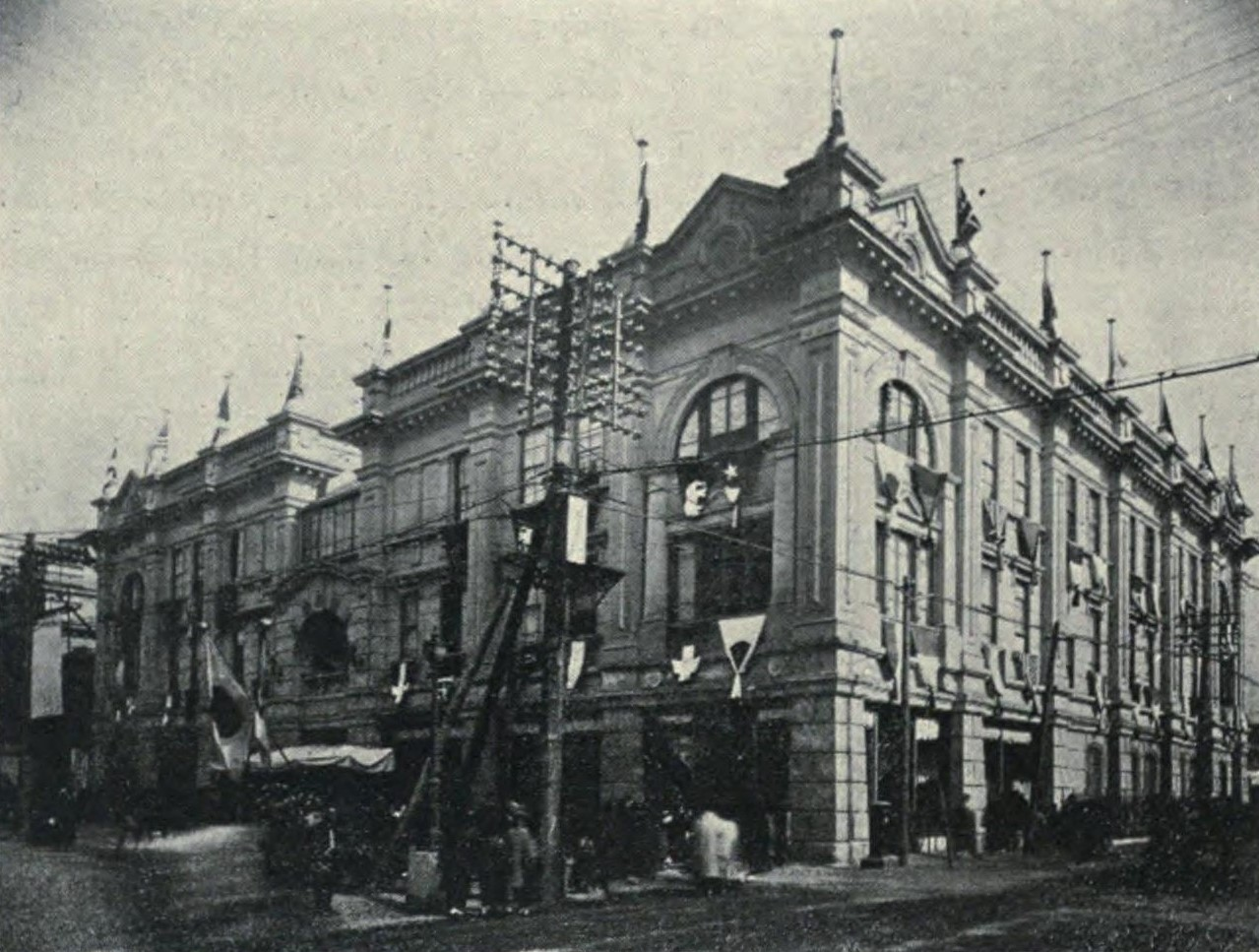
1908年竣工の仮営業所
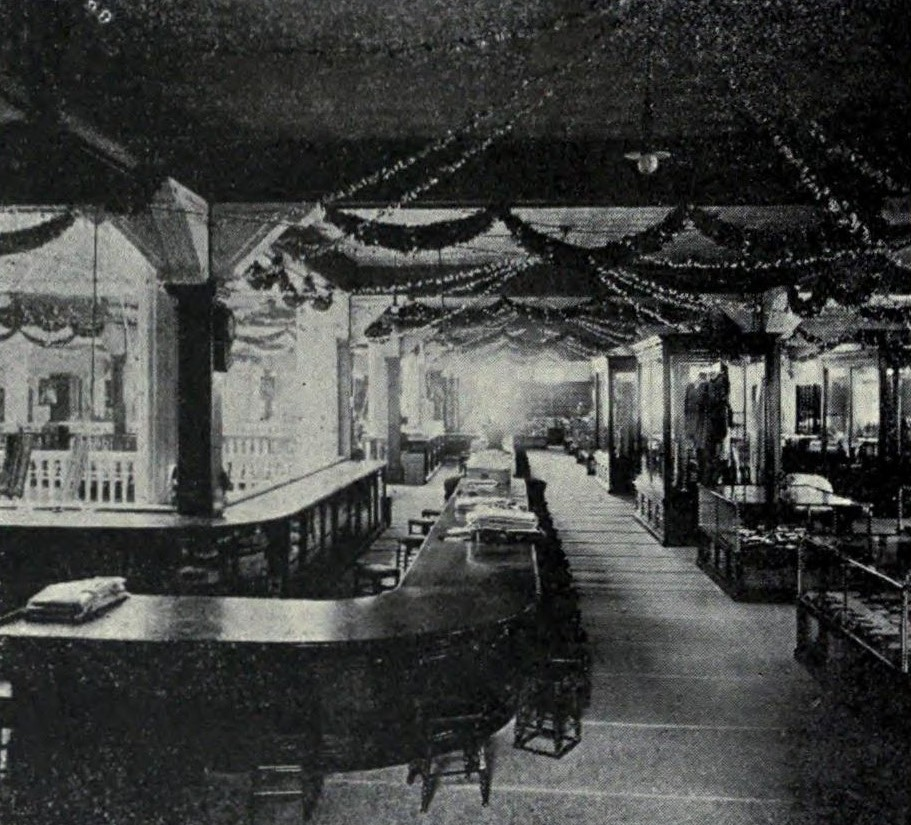
仮営業所の店内
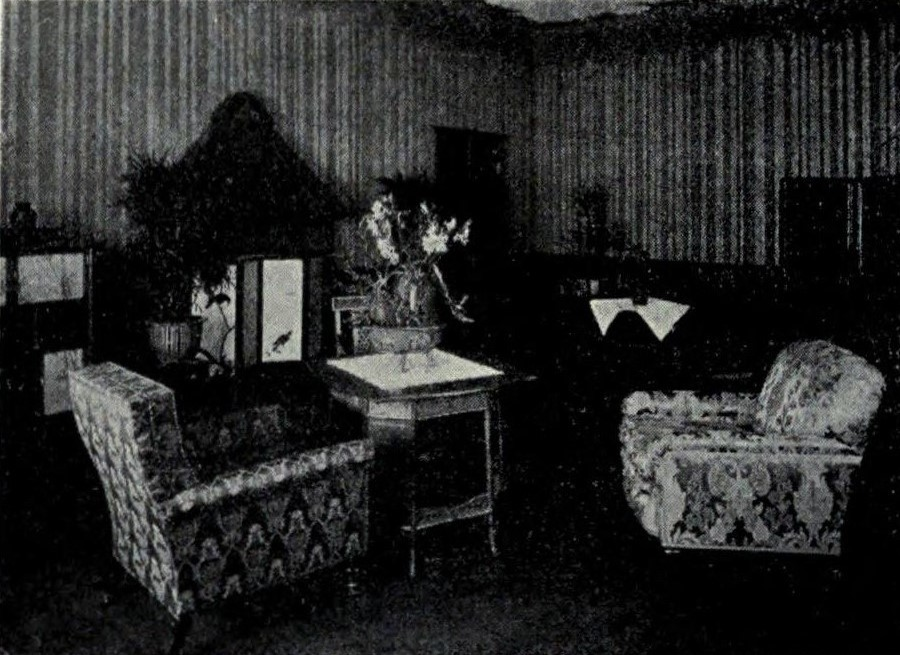
休憩室「竹の間」
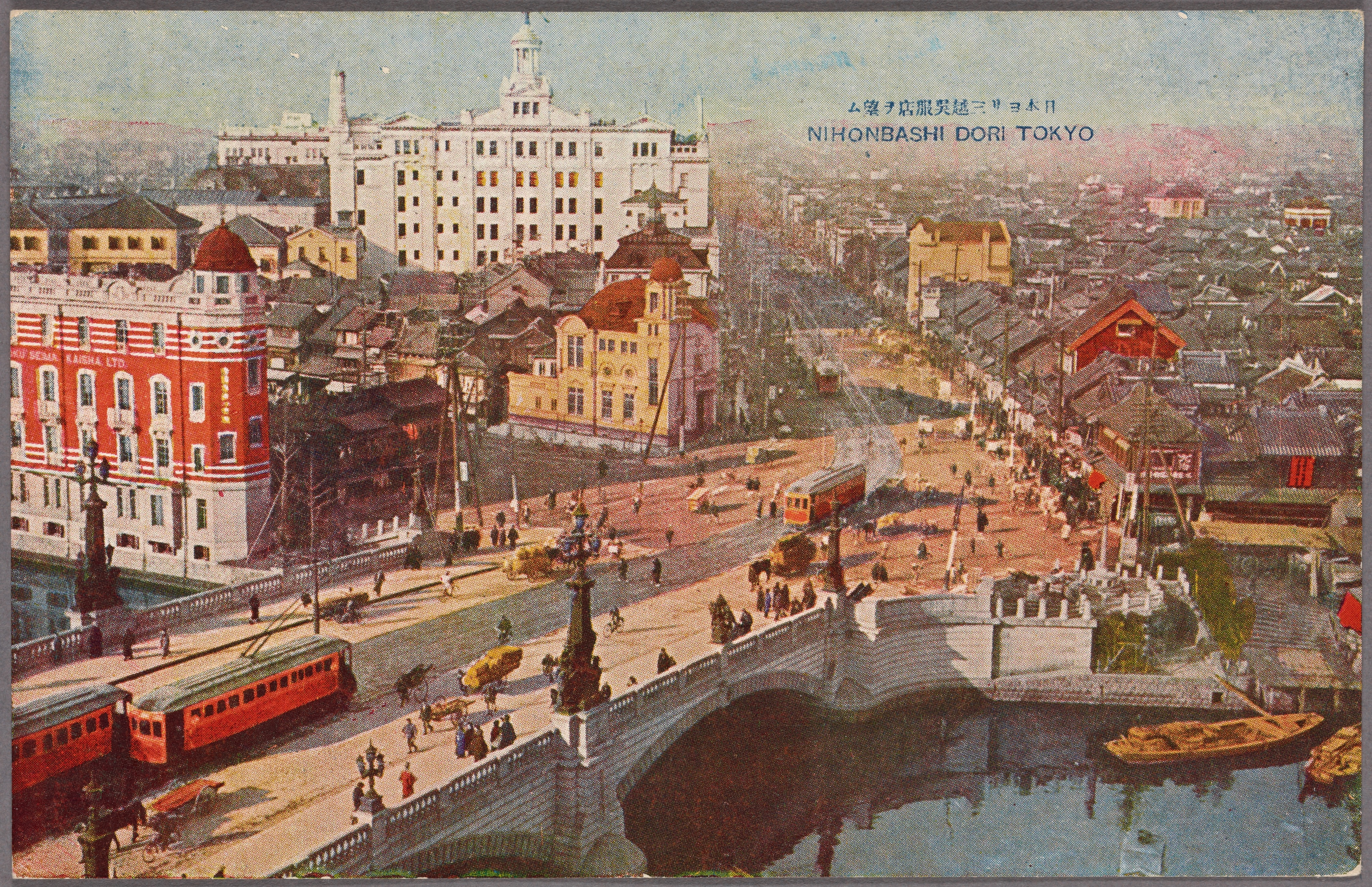
1922年発行の日本橋周辺の絵葉書（左奥が三越）
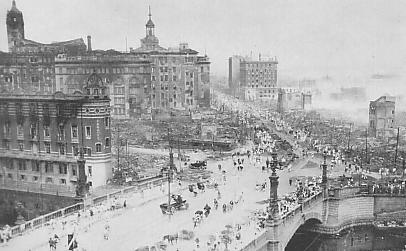
関東大震災後の状況（前図とほぼ同位置）

## 日本初・世界初
どの時点をもって「日本初の百貨店」が誕生したとするかは解釈が分かれるところであるが、1904年（明治37年）に「デパートメントストア宣言」を掲げた三越が先陣を切った草分けである説は一定の支持を得ていると考えることができる。前身の呉服商の創業時期は、名古屋で創業した松坂屋の前身の伊藤屋が1611年（慶長16年）と古く、1673年（延宝元年）創業の三越の前身の越後屋、1662年（寛文2年）創業の白木屋、1717年（享保2年）に京都で創業した、大丸の前身の大文字屋がこれに続く。株式会社としての法人化は1904年（明治37年）の三越が古く、1908年（明治41年）の大丸、1909年（明治42年）の高島屋、1910年（明治43年）の松坂屋がこれに続く。日本文学研究者の和田博文は、本店新館がオープンした1914年（大正3年）10月1日が日本における百貨店の誕生であり、「デパートメントストア宣言」からの10年間は試行錯誤の期間であったと記している。
三越呉服店が1899年（明治32年）に創刊した、日本初のPR誌である『花ごろも』は、1903年（明治36年）に『時好』にリニューアルし、流行を発信した。
日本の百貨店で初めて屋上庭園を計画したのは、1907年から建設された三越の仮営業所であり、噴水や温室、茶室、三囲稲荷などが設けられた。利用客の休息や話題性のみならず、屋上庭園での飲食物販売や遊技場料金などの増収ももたらし、のちに伊勢丹や白木屋なども追随する。
1914年（大正3年）9月の本館新築時に設置されたエスカレーターは、常設のものとしては日本初であった。アメリカのオーチス・エレベータ・カンパニー製で、斜度30度、全長17尺（約5m）、速度は毎分80尺（毎分24m）ほどで、上下に係員を配置した。輸送力を目的としたというより、来店客に新規性と消費生活の豊かさを印象付ける意図があったと考えられる。常設ではないエスカレーターは、東京の上野公園で1914年（大正3年）3月より開催された東京大正博覧会の会場に設置されていた。エスカレーターと同時期に設置されたエレベーターは、白木屋に次いで2例目であった。当時のエスカレーターは現存しないが、1953年（昭和28年）に三菱電機により導入された機種は、欄干部全面に照明を仕込んで乳白色に光らせた意匠を持つ世界初のタイプである。このエスカレーターは1990年（平成2年）まで稼働し、当時の国内最長寿機であった。
1945年（昭和20年）11月12日、日本勧業銀行発行の第一回宝くじの抽選会が行われ、約5000人が詰めかけた。

## 売場構成
1908年（明治41年）に竣工した仮営業所の売場構成は下記の通り。土蔵造りの旧本館からの移転を機に、雑貨や洋品、美術品、貴金属など取扱品目を増やした。
- 3階 - ご休憩室「竹の間」、撮影場、外国人向け商品陳列場、新美術品陳列場、お客様食堂、地方係など
- 2階 - 主に呉服類や宝石・貴金属等の売場で、ルイ式休憩室、重役室、仕入れ係の事務所などもあった。
- 1階 - 毛織物やメリヤスなどの洋服、帽子・靴・鞄・たばこなどの売場、ゴシック式休憩室などがあった。

1921年（大正10年）、西館増築時の売場構成は下記の通り。
- 7階 - 頂光展覧場
- 6階 - 写真撮影場、大食堂、温室
- 5階 - 新美術品、日本食器、和洋家具
- 4階 - 東洋品、書籍、玩具、下駄、楽器、文房具、傘など
- 3階 - 洋服、貴金属、靴・鞄、洋品など
- 2階 - 友禅、帯地、半衿、裏地、夜具など
- 1階 - 鰹節・海苔などの乾物、化粧品、薬品、洋食器など
- 地階 - 御下足場

1943年（昭和18年）の売場構成は下記の通り。上層階は戦時供出され、取扱品目も戦時色を色濃く反映したものとなっている。
- 7階 - 4階 - 「事務室」
- 3階 - 絵画、刀剣、眼鏡、写真機、茶道具、優生結婚相談所、更生承り所、国策宣伝行事会場、南方生活研究所相談所など
- 2階 - 肌着類、男子洋服、婦人服・子供服、蒲団、国民服、防空服など
- 1階 - 文房具、靴・鞄、化粧品、医薬品、和洋傘、傷痍軍人および遺族製作品、国策宣伝催物会場、国債売場、慰問品など
- 地階 - 食器類、楽器、防空用品、電気器具、華道具、神仏具、理髪室など

1970年
- 屋上 - 明治スカイデッキ、愛玩動物、小鳥、庭園用品、盆栽など
- 7階 - 三越劇場、園芸用品、熱帯魚、催物会場、特別食堂など
- 6階 - 三越劇場、画廊、美術サロンなど
- 5階 - 電器、楽器、食器、文具、東京ガスサービスステーション、三越インテリアサロンなど
- 4階 - 呉服、寝具、結納品など
- 3階 - 婦人服、子供服、育児相談所など
- 2階 - 紳士服、洋品、手芸用品、喫茶室など
- 1階 - 店内案内所、食品、洋品、日本交通公社など
- 地階 - 実用衣料・雑貨、お買上品預り所、海外発送承り所、クリーニング承り所、スナック森永など

1989年（平成元年）の売場構成は下記の通り。本館7階と新館9階、本館2階と新館3階は連絡通路で結ばれていた（※印）。
|      | 本館                               | 新館                               | 新館別棟           |
| ---- | ---------------------------------- | ---------------------------------- | ------------------ |
| 屋上 | 屋上庭園                           | 駐車場                             |                    |
| 9階  |                                    | ※ 電器、事務用品、オーディオソフト |                    |
| 8階  | （7階建）                          | 三越文化センター                   |                    |
| 7階  | 催事場、三越食堂 ※                 | 駐車場                             |                    |
| 6階  | 美術・宝飾品                       | 駐車場                             |                    |
| 5階  | インテリアと食器                   | 駐車場                             | （4階建）          |
| 4階  | きものと帯、子供用品               | 駐車場                             | 写真撮影室         |
| 3階  | レディスファッション               | ※書籍、メガネ、三越友の会          | 美容サロン         |
| 2階  | メンズ&レディスファッション※       | スポーツ用品、学生服               | 理容サロン         |
| 1階  | ファッショングッズと特選ブティック | スポーツファッション               | エレベーターホール |
| 地階 | にほんばし食賓館（デパ地下）       |                                    |                    |

2004年（平成16年）新館増築時の売場構成は下記の通り。本館と新館との連絡通路は7階、3階と本館地下1階－新館地下2階に設けられている（※印）。
|                  | 本館                                                         | 新館                                                               |
| ---------------- | ------------------------------------------------------------ | ------------------------------------------------------------------ |
| 10階             |                                                              | ハートフルダイニング                                               |
| 9階              |                                                              | カルチャーサロン                                                   |
| 本館屋上 新館8階 | チェルシーガーデン、三囲神社                                 | クラフトホビー、手芸用品                                           |
| 7階              | 催事場、商品券サロン、特別食堂「日本橋」 ※                   | ※ 催物会場                                                         |
| 6階              | 美術・宝飾品、時計、三越劇場                                 | ベビー・子供用品、マタニティ                                       |
| 5階              | リビング用品、趣味雑貨俱楽部、ギフトサロン、ブライダルサロン | 書籍、音楽・映像ソフト                                             |
| 4階              | 婦人服、呉服、ゴルフ・スポーツ用品                           | 「ネオジャパネスク」婦人ファッション、ファッション雑貨             |
| 3階              | 婦人ファッション、三越カード、三越友の会※                    | ※「コンテンポラリースタイル」婦人ファッション、ファッション雑貨    |
| 2階              | 紳士・婦人ファッション                                       | 「エレガントカジュアルスタイル」婦人ファッション、ファッション雑貨 |
| 1階              | ファッショングッズ、特選ブティック                           | 「グレイスフルアニバーサリー」ファッション雑貨                     |
| 地下1階          | にほんばし食賓館※                                            | 「ギフトプロムナード」ファッション雑貨                             |
| 地下2階          |                                                              | ※ 食品、スイーツ                                                   |

最新の売場構成は、公式サイトを参照のこと。

## 業績
株式会社三越伊勢丹ホールディングス第13期定時株主総会招集通知に記載された事業内容によると、2020年4月 - 2021年3月の三越日本橋本店の売上高は1012億9千7百万円であった。同時期の三越伊勢丹直営店の中では伊勢丹新宿本店（2070億3千7百万円）に次いで2位、三越ブランドの店舗の中では銀座店（443億2千万円）を上回り首位で、直営5店のうち日本橋本店が占める割合は24.8%であった。新型コロナウイルス感染症の影響を受ける前の第11期（2018年4月 - 2019年3月）の売上高は日本橋本店1447億7千5百万円、銀座店911億8千5百万円、伊勢丹新宿本店2888億7千9百万円。直営7店の売上高うち日本橋本店の割合は22.8%であった。
三越の同業で日本橋地区に店舗を有する髙島屋日本橋店の売上高は、2020年3月 - 2021年2月は1127億9千4百万円、新型コロナ感染症の影響を受ける前の2018年3月 - 2019年2月は1293億0千8百万円であった。また、近隣の大丸東京店の売上高は2020年3月 - 2021年2月は387億8千4百万円、新型コロナ感染症の影響を受ける前の2018年3月 - 2019年2月は813億0千5百万円であった。

## 建築
本館の改修期は1914年（大正3年）に新築された中央通り寄り北側の第1期部、第2期の増築工事となる1921年（大正10年）の西館北・中央館北の西側増築および1922年（大正11年）の東館6・7階の増築、関東大震災後に改修された第3期、1935年の西・中央館南側に増築された第4期、1956年（昭和31年）に東館南側に増築された第5期を経て、第6期の増築工事により1964年（昭和39年）に本館が街区全体を占める建物となった。それ以降は、本館は大規模な増改築工事は行われていないが、幾度かの改修工事や耐震工事が実施されている。第6期増築以降の本館の規模は正面約80m、側面約106mで建築面積は8,490.877m2。地上7階・地下3階、金字塔等の塔屋があり延床面積は71,727.633m2にのぼる。軒高は29.756m、最後部高さは48.589mで、金字塔は約60mの高さがある。本節では特記のない限り、第6期増築以降の本館について解説し、館内の位置を特定するため西館・中央館・東館の呼称を使用する。

### 外観
正面ファサード上部には、「越」の地を丸囲みしたメダイヨンが掲げられており、その両側の帯状装飾には上層にパルメット模様や渦巻き、ユリなどのデフォルメした古典モチーフを配し、下層部には2種類のユリのようなモチーフと花弁を交互に配置している。
エントランスは、地上部に東面北側のライオン口と東面南側の室町口（日本橋口）、北面に三井口、西面北側に社員通用口、南面に南口（呉服橋口）の5か所。地下には東面の北寄りの銀座線口と東面南寄りの地下中央口の2か所の出入り口がある。ライオン口は中央通りに面し、左右に1体ずつのライオン像が鎮座する、本店の顔というべき場所である。向かって右のライオン像台座にはライオン像設置100周年広告企画に書き下ろされた谷川俊太郎の詩「野生の威厳」のレリーフが取り付けられている。間口2スパン、奥行1スパンで玄関部と風除室で構成される。玄関ポーチの壁・床と柱巻は御影石張りで、壁面に柱型とコーニスを彫り出す。天井と天井蛇腹は白漆喰仕上げで金色模様の装飾がある。風除室の壁・床・柱巻は大理石張りである。躯体は1914年の第1期工事で造られたが、関東大震災後の修復工事で1927年に一新された。軒上には、商業の神のマーキュリー像が建っている。この像の原型はイタリアのフィレンツェの国立博物館にあるジョバニーダ・ポロニアの1598年の作品で、高さ2.7m。当初は1923年に、室町大通りに面した本店正面入口の5階窓外に据え付けられた。
三井本館の向かいに位置する三井口は1926年（大正15年）に竣工。間口3スパン、奥行半スパンで、風除室がある。床は御影石張り、壁と柱巻は大理石張り。天井は石膏ボードが吊り下げられているが、その内側には建設当初のものとみられる漆喰仕上げの天井蛇腹が残っている。ただし天井面は現存しない。東館南角の室町口は1956年（昭和31年）に竣工した。間口1.5スパン、奥行1スパンで、玄関ポーチと風除室で構成される。玄関ポーチの床は御影石張り。壁と柱巻は大理石張りで、天井はアルミのスパンドレルが吊り下げられている。扉は鉄製の折り戸で、欄間は嵌め殺しのガラス窓が取り付けられている。風除室の壁・床・柱巻は大理石張りで、石膏ボードの吊り天井が取り付けられている。南口は1935年（昭和10年）に車寄せとして作られ、1964年（昭和39年）にその上部に増築が行われた。第4期工事で床面にガラスブロックを設置し地階のトップライトとしたが、1958年（昭和33年）に雨漏りが生じ、モルタルで覆われた。社員通用口は床面御影石張り、柱巻は大理石仕上げ、壁面は石膏ボード張り、天井や梁は白漆喰塗りで仕上げられている。床面や柱巻には大正時代の意匠が残る。その南隣には、第2期工事で竣工した旧西口がある。柱巻は大理石張りおよび漆喰塗り、柱頭飾りや天井、天井蛇腹は漆喰仕上げである。1926年（大正15年）と1964年（昭和39年）に改築され、現在はバックヤードとして使用されている。

### 館内
館内中央部には、この建物の大きな特徴の一つであるライトウェルがある。南北3スパン・東西4スパンで、1階から5階までの吹き抜けの中央ホール、3階 - 5階のバルコニー、6階・7階のトップライトで構成され、地下1階から地上2階にかけては大理石張りの大階段が造られている。竣工当初は屋上のガラスブロックから自然光を取り込んでいたが、1960年（昭和35年）に撤去している。中央ホール2階のバルコニーにあるパイプオルガンは1929年にルドルフ・ウーリッツァー社が製造し、1930年の輸入時には7階に設置されたが、1935年に2階に移された。このパイプオルガンはシアターオルガンと呼ばれる、無声映画や商業演劇の伴奏などに使われる機種であり、教会などに設置されているタイプより多彩な音楽を奏でることができる。毎週金曜・土曜・日曜の午前10時・正午・午後3時には演奏が行われる。昭和初期に製造されたうち日本に唯一現存する演奏可能なシアターオルガンとして、2009年（平成11年）11月4日に中央区民有形文化財に登録された。
大階段の中央部には、高さ10.9mの木造彫刻の「天女像（まごころ）」が1965年（昭和40年）に設置された。彫刻家の佐藤玄々が、京都の妙心寺で10年の歳月をかけて制作した作品である。館内の内装には大理石が多用され、ところどころに化石が含まれ、大階段にはくっきりとしたアンモナイトの化石を見ることができる。
館内には常用の階段が8か所あり、南東側のA階段から時計回りにH階段までアルファベット順に呼称する。A階段は地下3階から屋上まで、B・D階段は地下2階から屋上まで、C階段は地下1階から地上7階まで、E - H階段は地下1階から屋上まで通じている。このほか、北東隅と南東隅に2か所の特別避難階段が備えられている。エレベーターは東館6基、西館北側に客用・従業員用が背中合わせに各3基、西館南側に仕入エレベータ4基の計14基がある。館内の中央にライトウェル（吹き抜け）があり、その東西2か所に地下1階から地上7階に続くエスカレーターが設置されている。
屋上には庭園があり、事務室や機械室として使用されている金字塔や、三囲神社の分社がある。1997年（平成9年）4月に、イギリス式庭園「チェルシーガーデン」がオープン。2019年には、回遊式庭園「日本橋庭園」としてリニューアルされた。三越本館の高さと皇居の標高がほぼ同じであることに着想を得て、皇居の植物相に習った草木を植栽するとともに、FRP防水により池を設けた。大屋根の下では、夏季にはバーベキューを楽しむことができる。
地下鉄三越前駅から店舗入り口までの地下通路の意匠を担当したルネ・プルーは、1931年（昭和6年）に三越の家具係の山本秀太郎と臨時建築課の早川直象が見出したデザイナーで、1935年（昭和10年）竣工の7階食堂と4階婦人社交室のデザインも担当したが、それらは一部にしか残っていない。1階と地階の照明器具には、現在もプルーの意匠を見ることができる。

### 重要文化財に指定
2016年（平成28年）7月15日には、本店本館が国の重要文化財に指定された。2018年（平成20年）には隈研吾により、1階売り場が「樹冠」をイメージしたデザインに一新された。

## ギャラリー

### 外観

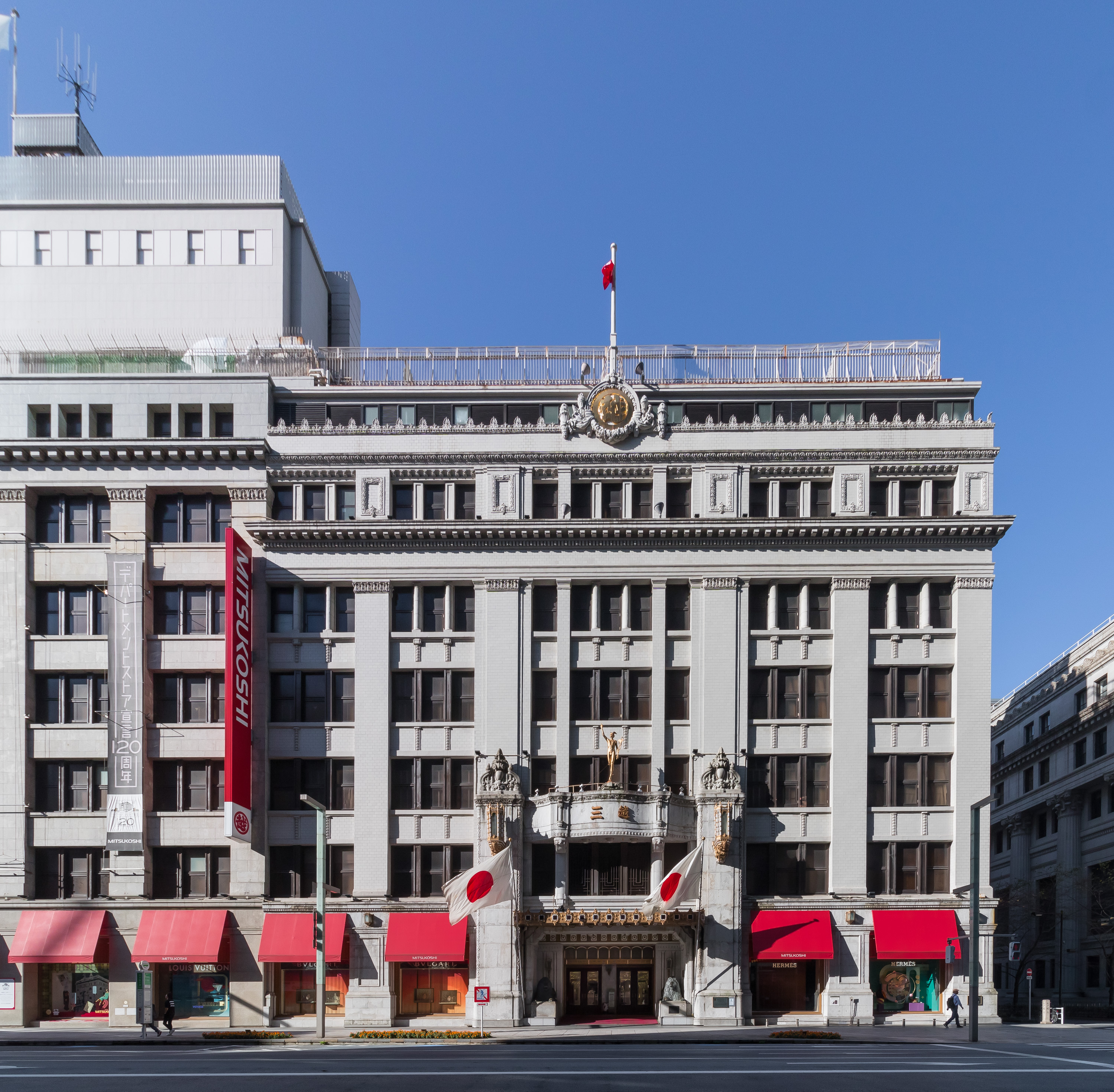
中央通り側外観。2階の軒の上にマーキュリー像が見える。
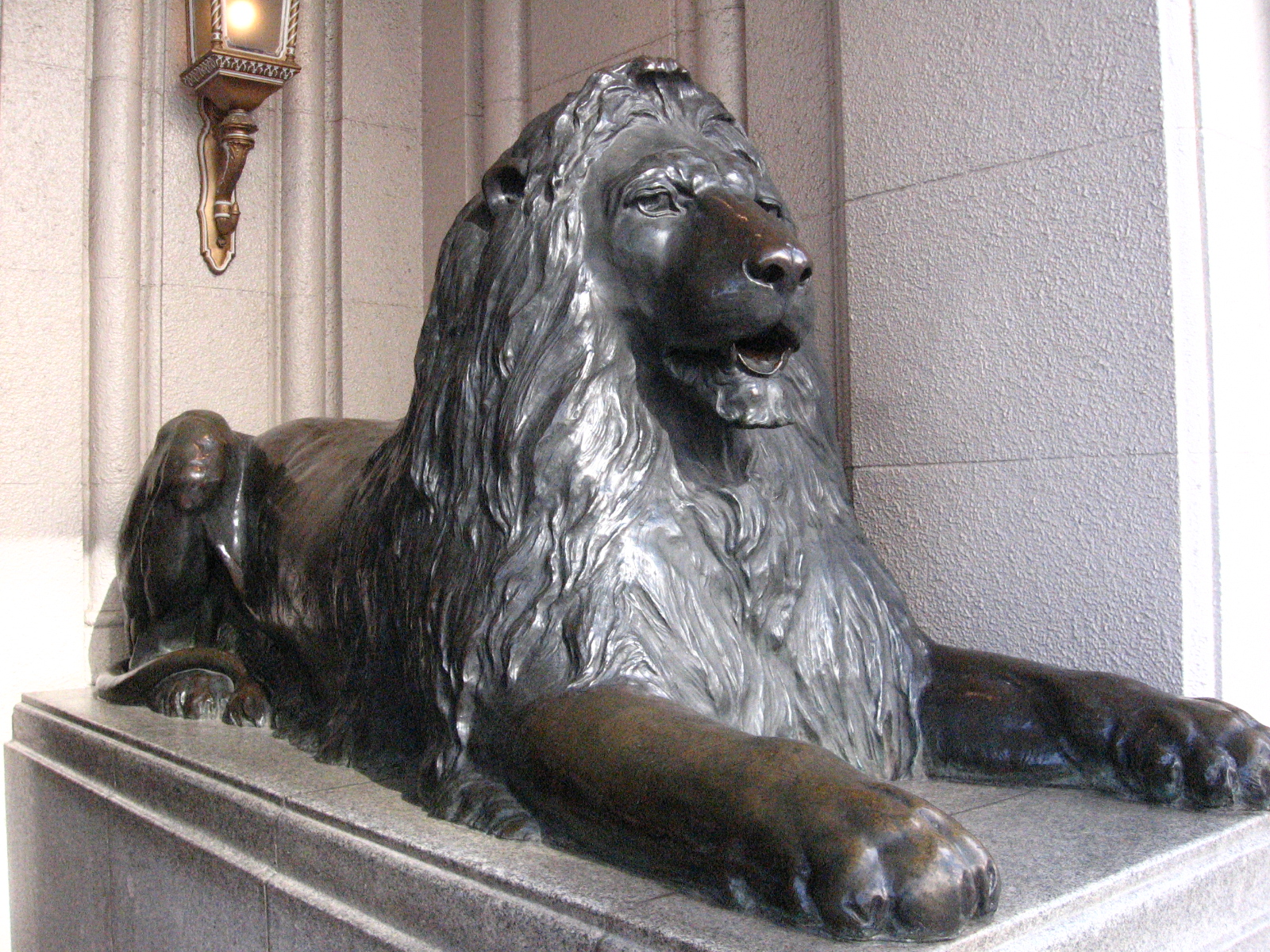
ライオン像
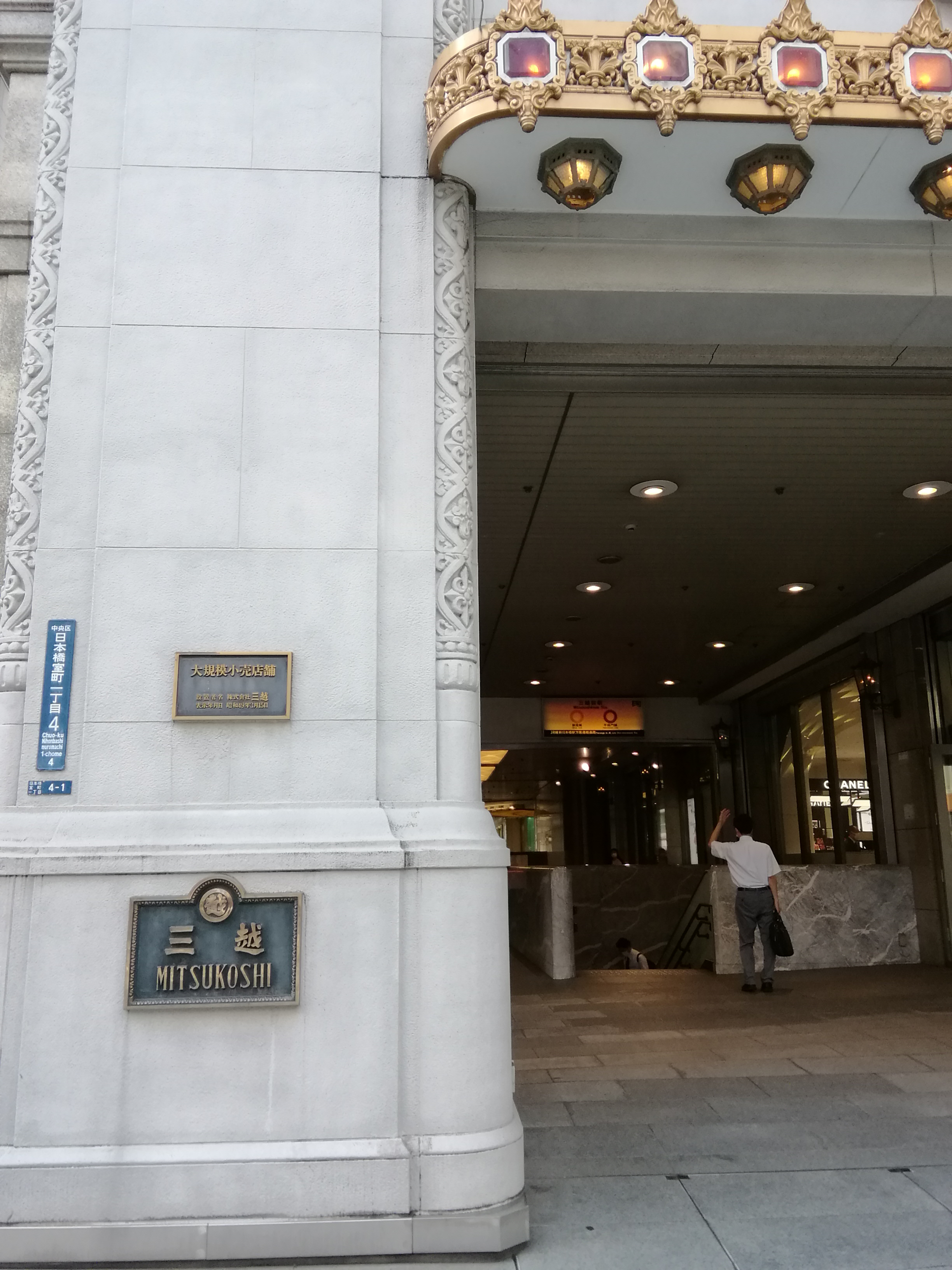
日本橋に近い室町口。奥に三越前駅に降りる階段が見える。
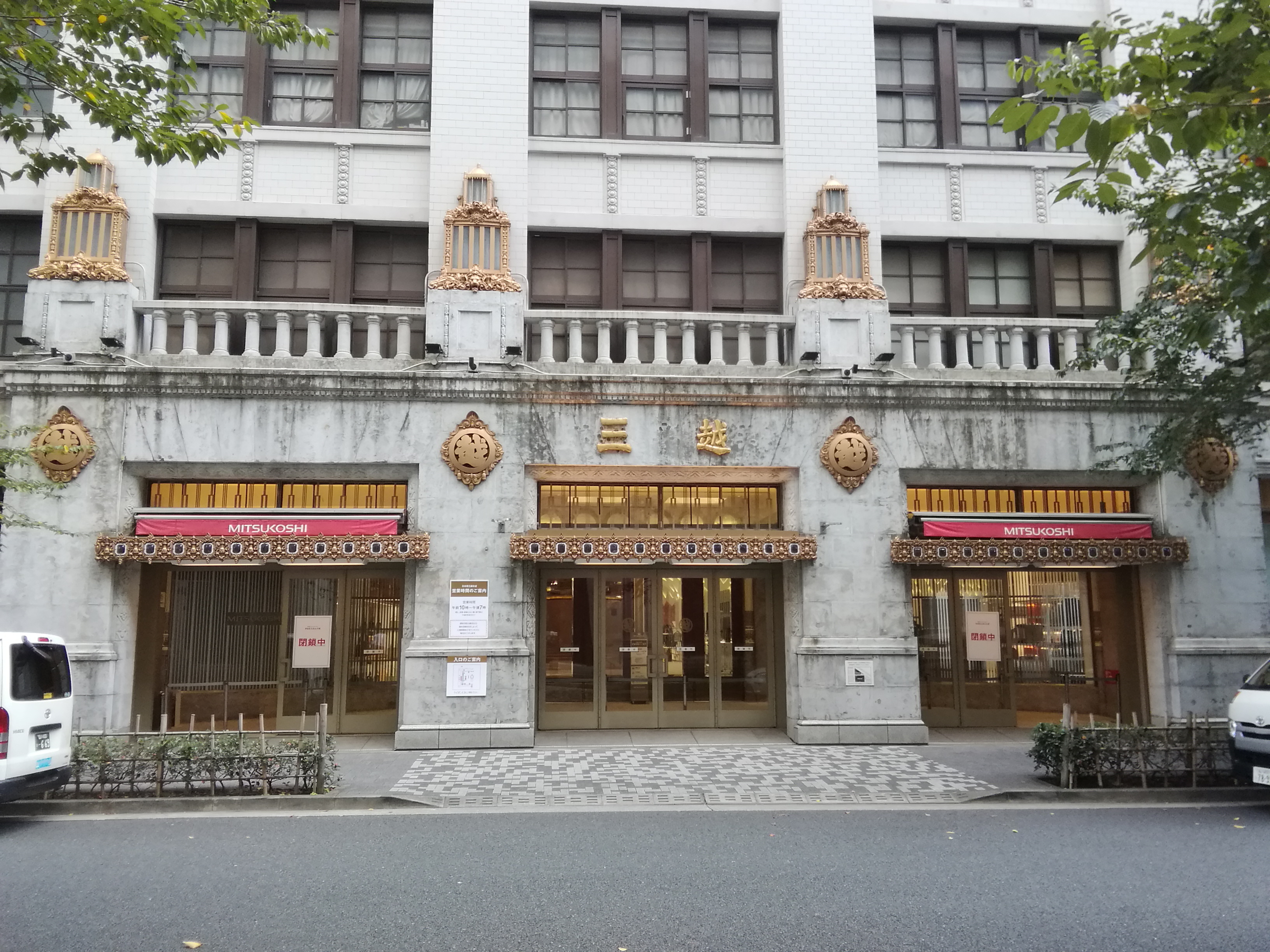
北側の三井口
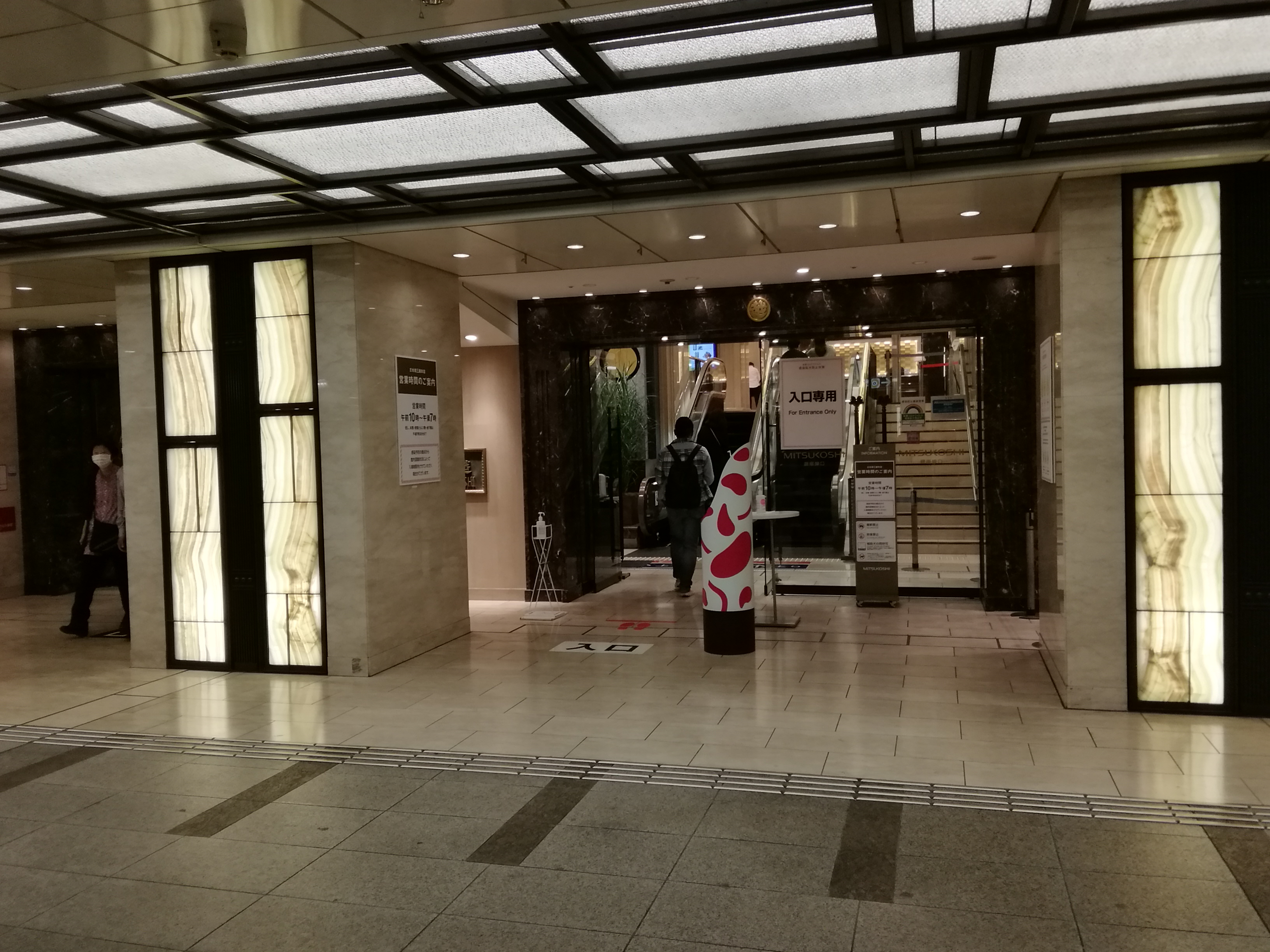
地下の銀座線口
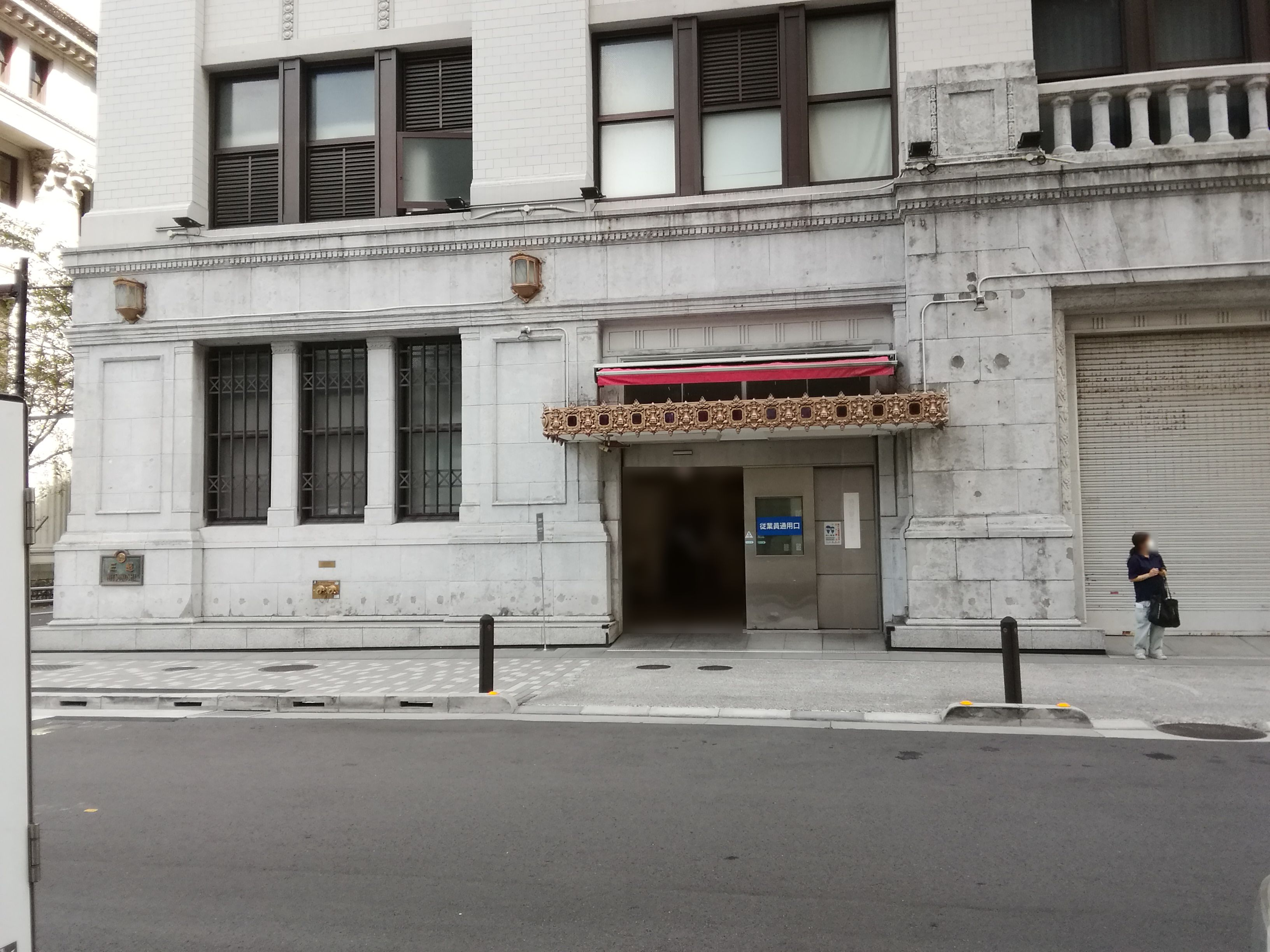
社員通用口の庇にも装飾が施されている。
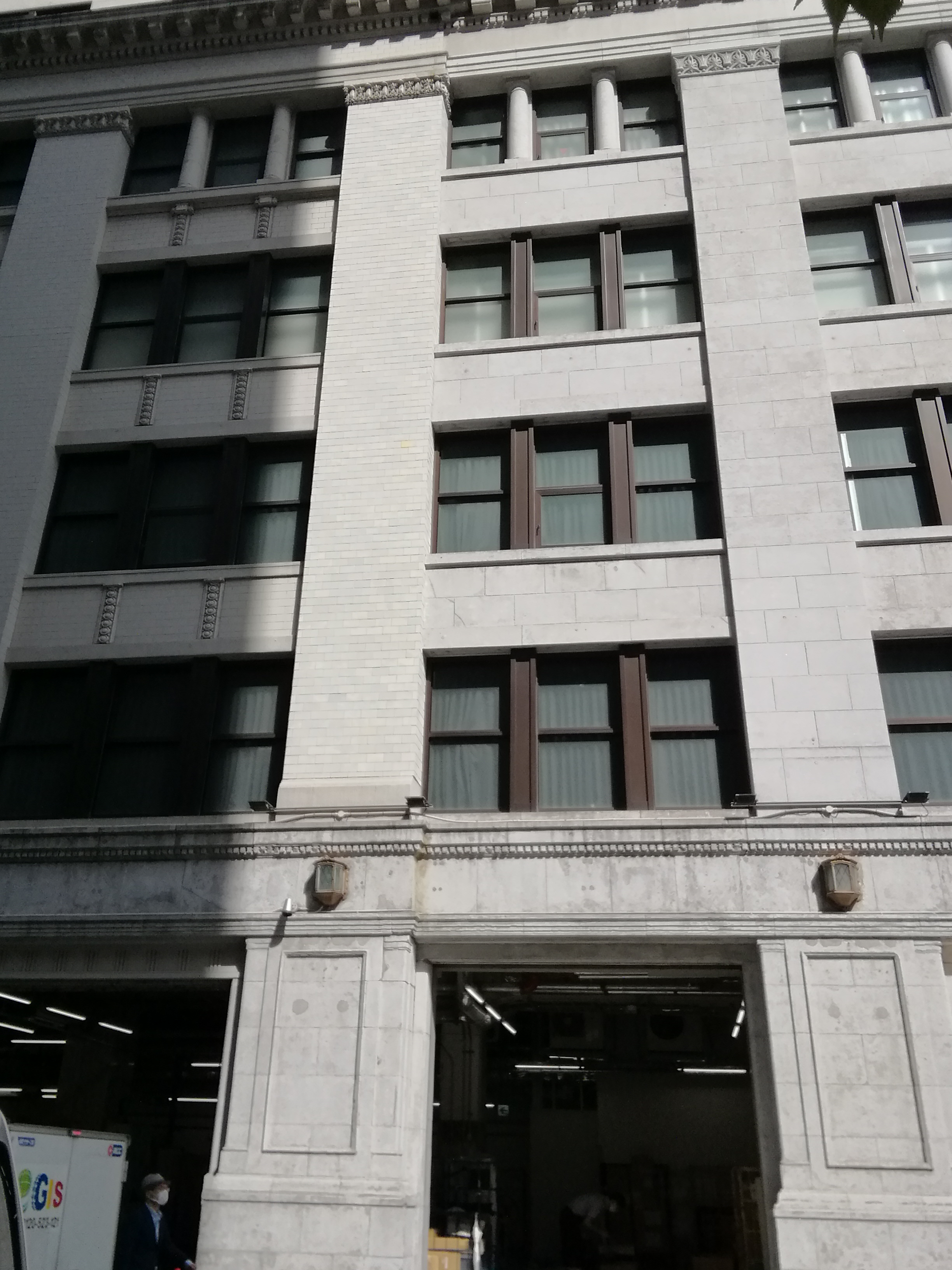
バックヤードのある西側。増築時期により柱頭の装飾や外壁の石張りの意匠が異なる様子が見て取れる。

### 館内

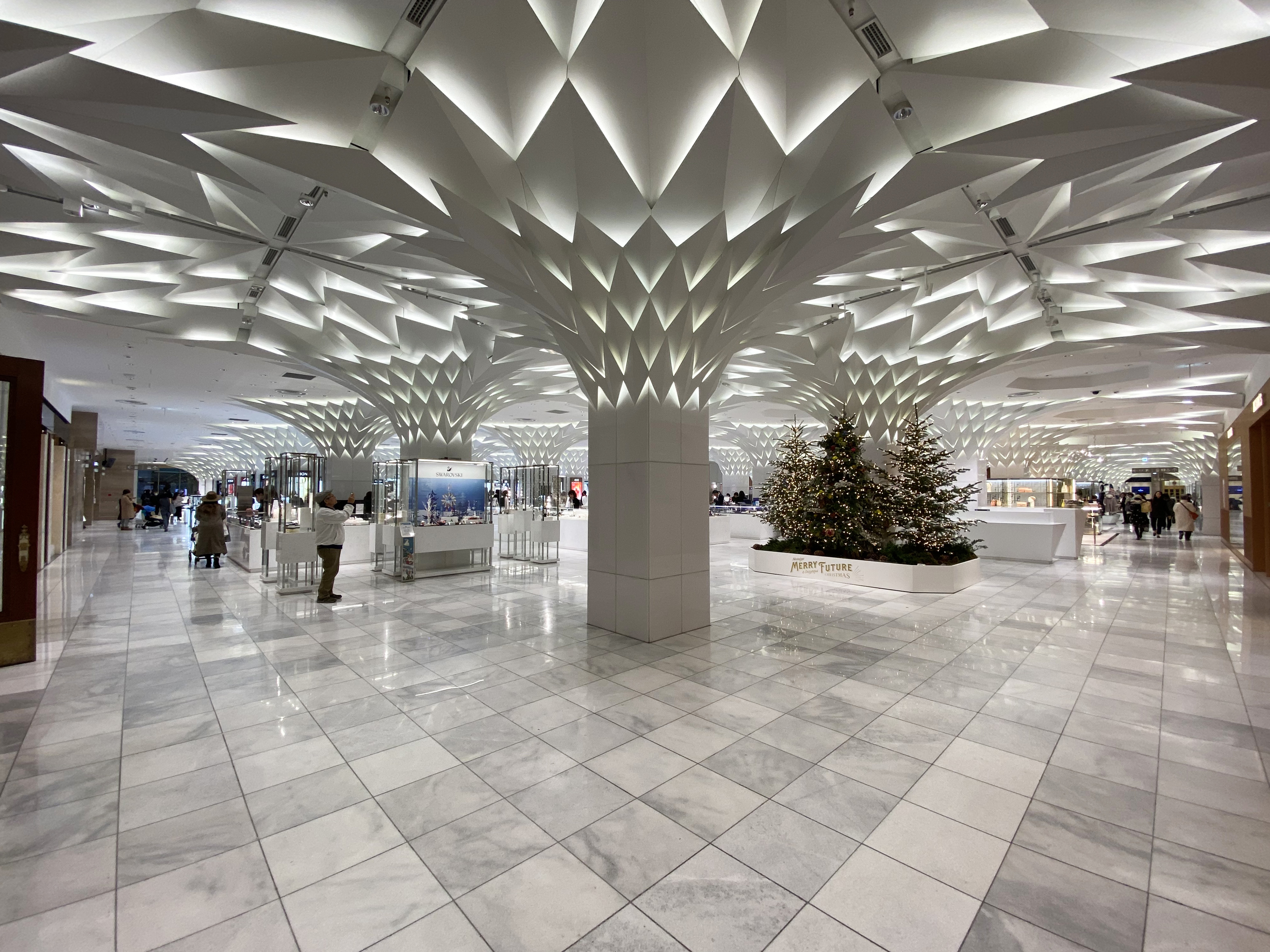
隈研吾のデザインによる、「樹冠」をイメージした1階売り場。
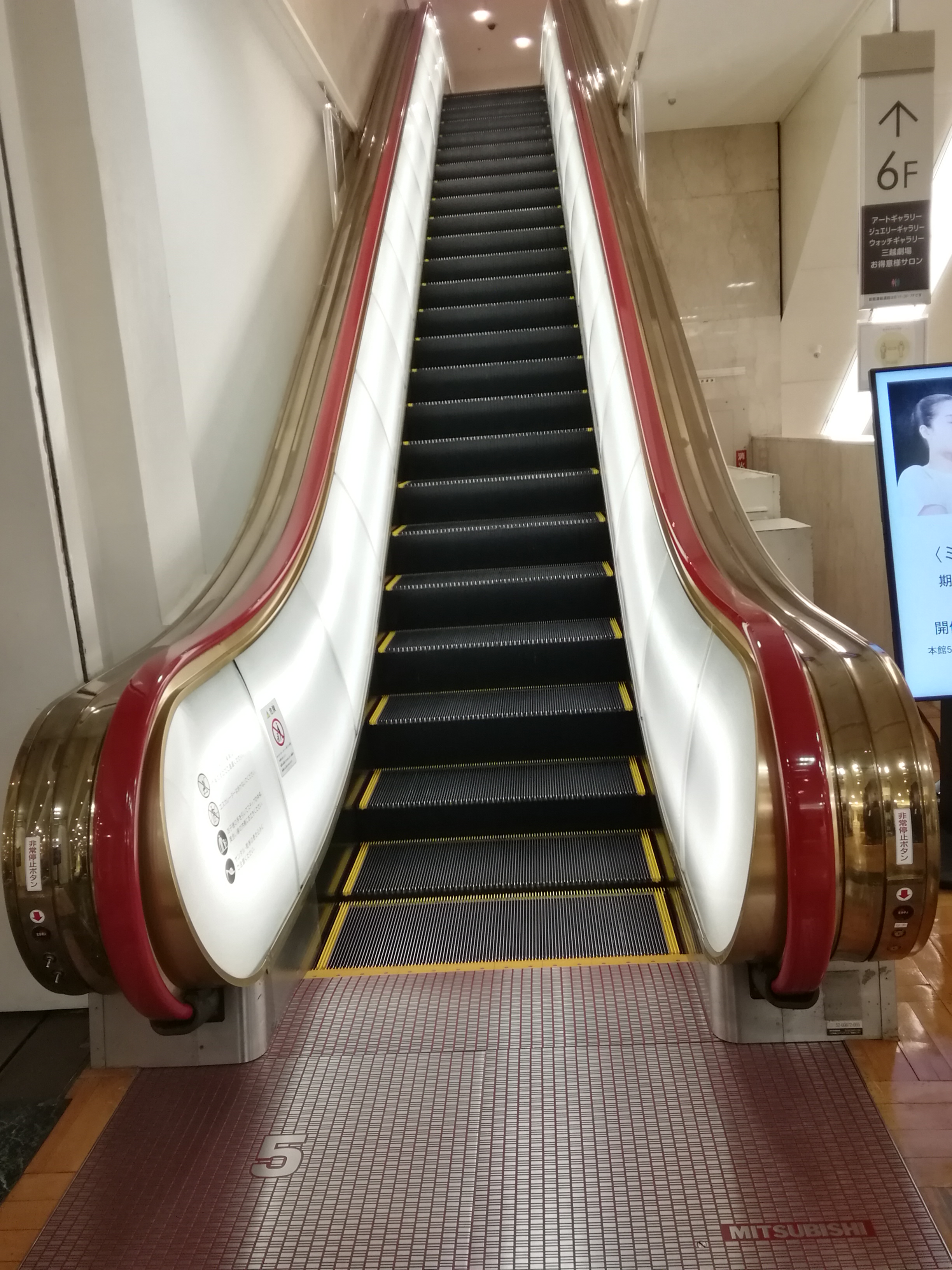
本館のエスカレーター。欄干全面に照明を入れた「全面照明タイプ」は世界初であった[72]（写真は、後年に交換したもの）。
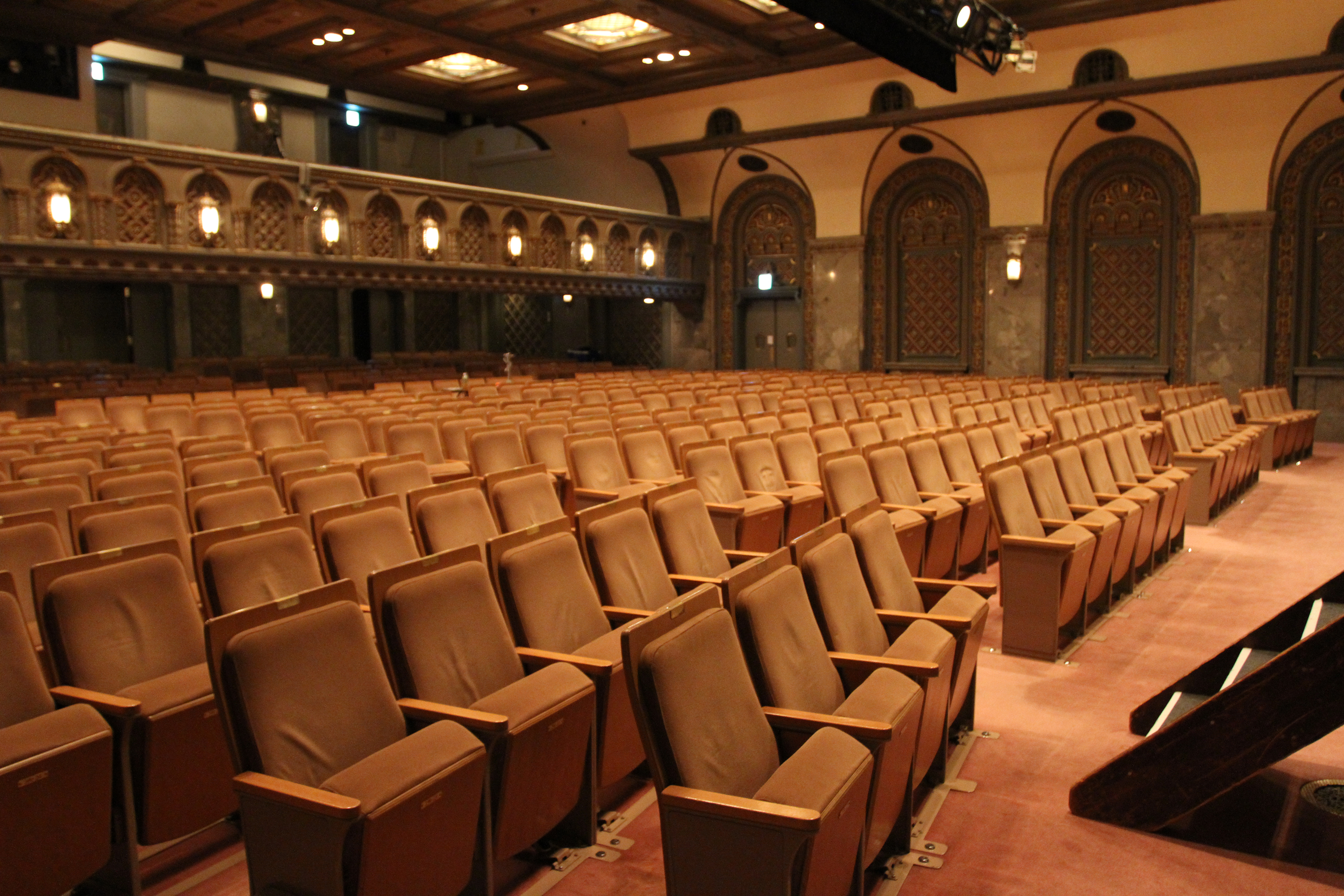
三越劇場

### 屋上

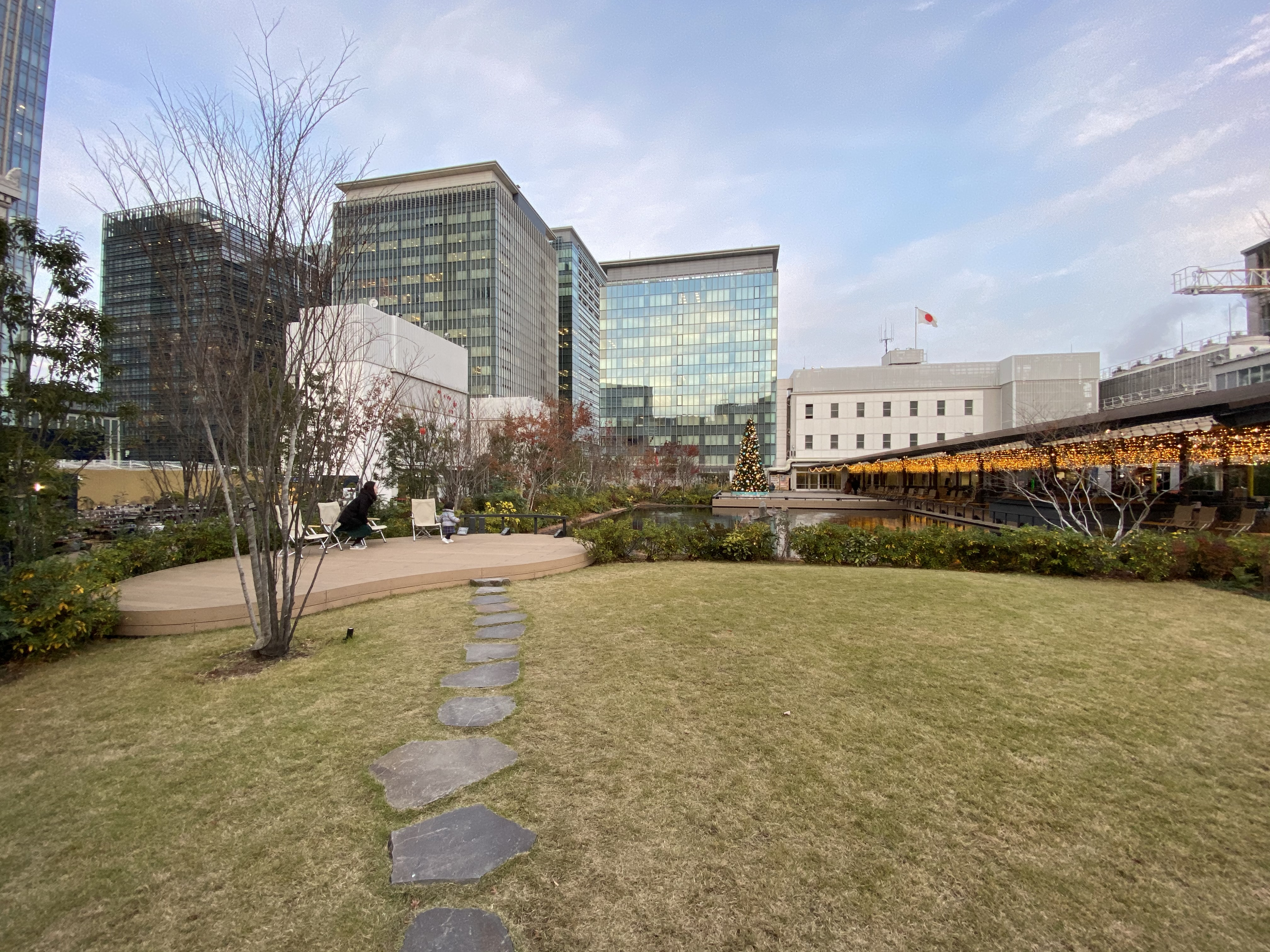
屋上庭園
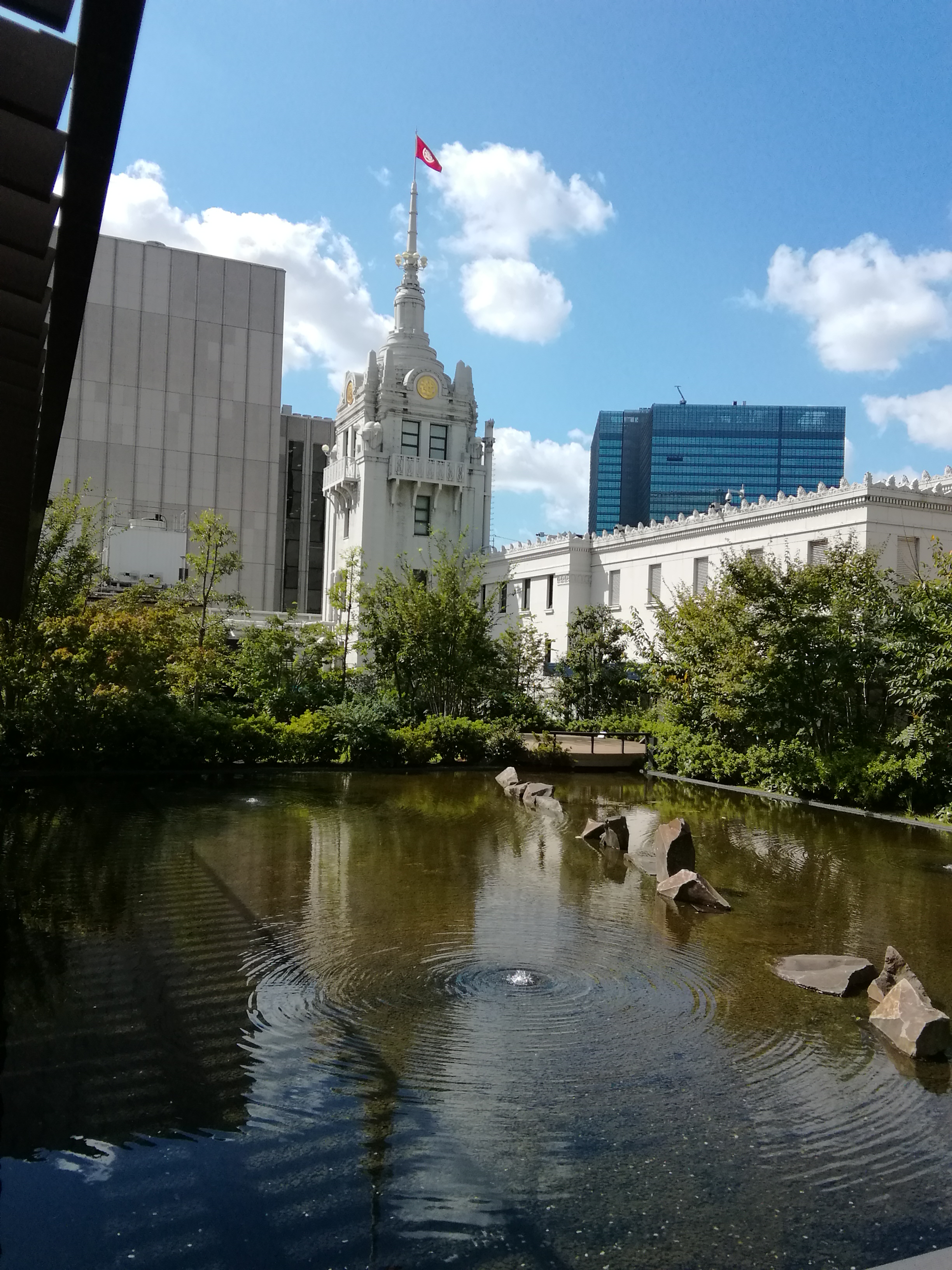
屋上庭園の池と、「金字塔」
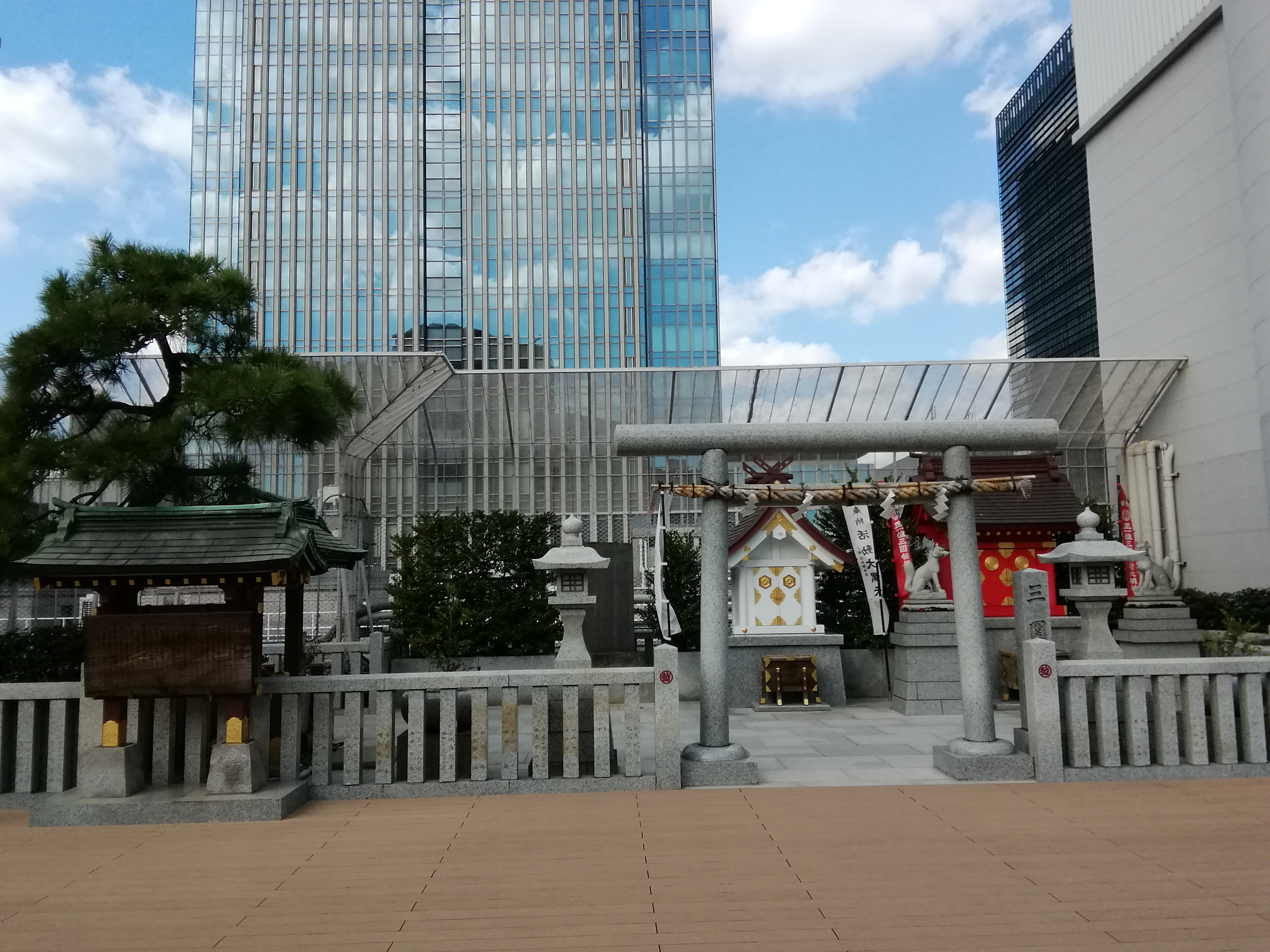
三井家の守り神である、三囲神社の分社
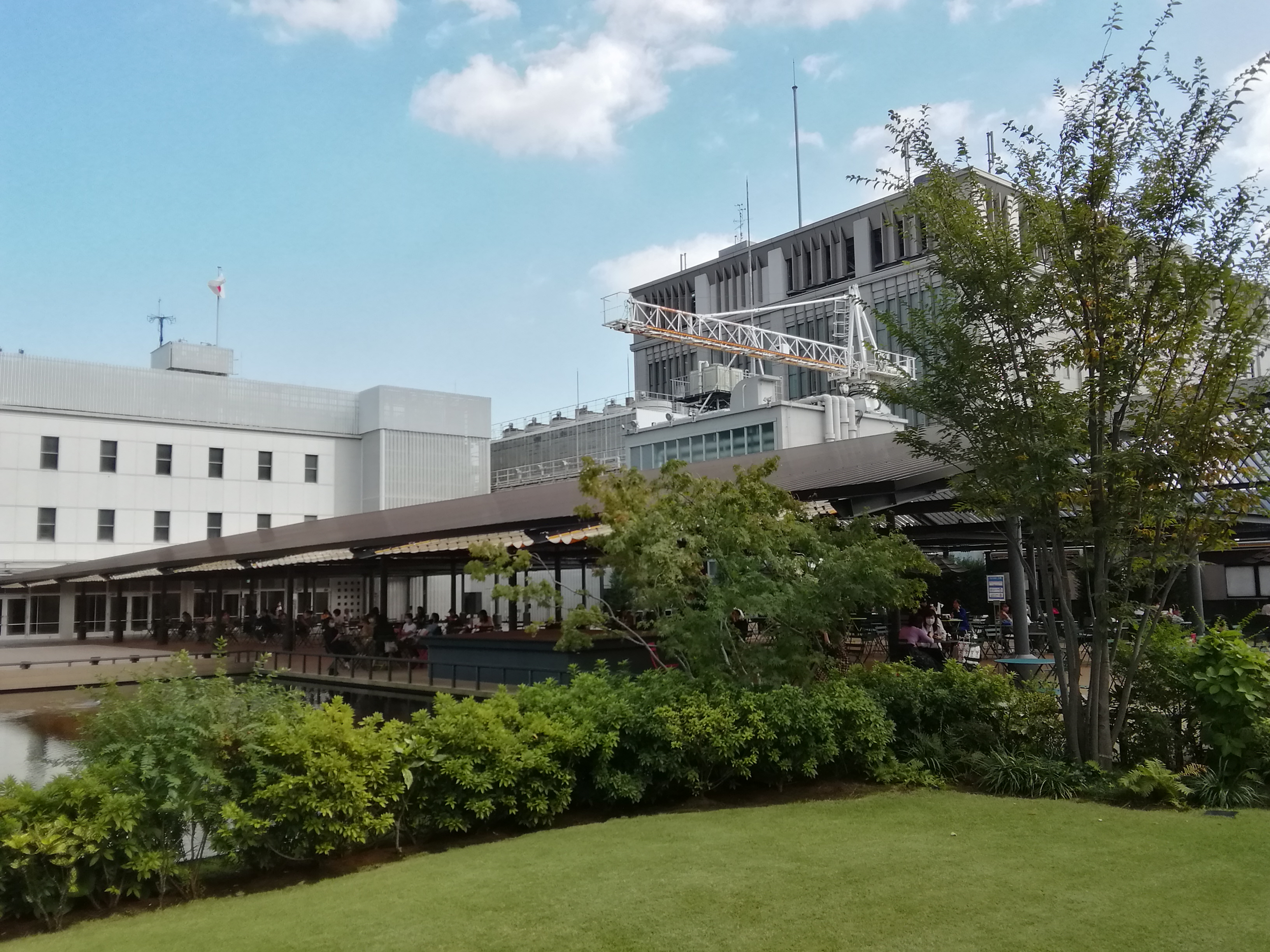
大屋根の下は、夏にはビアガーデンになる

### 新館

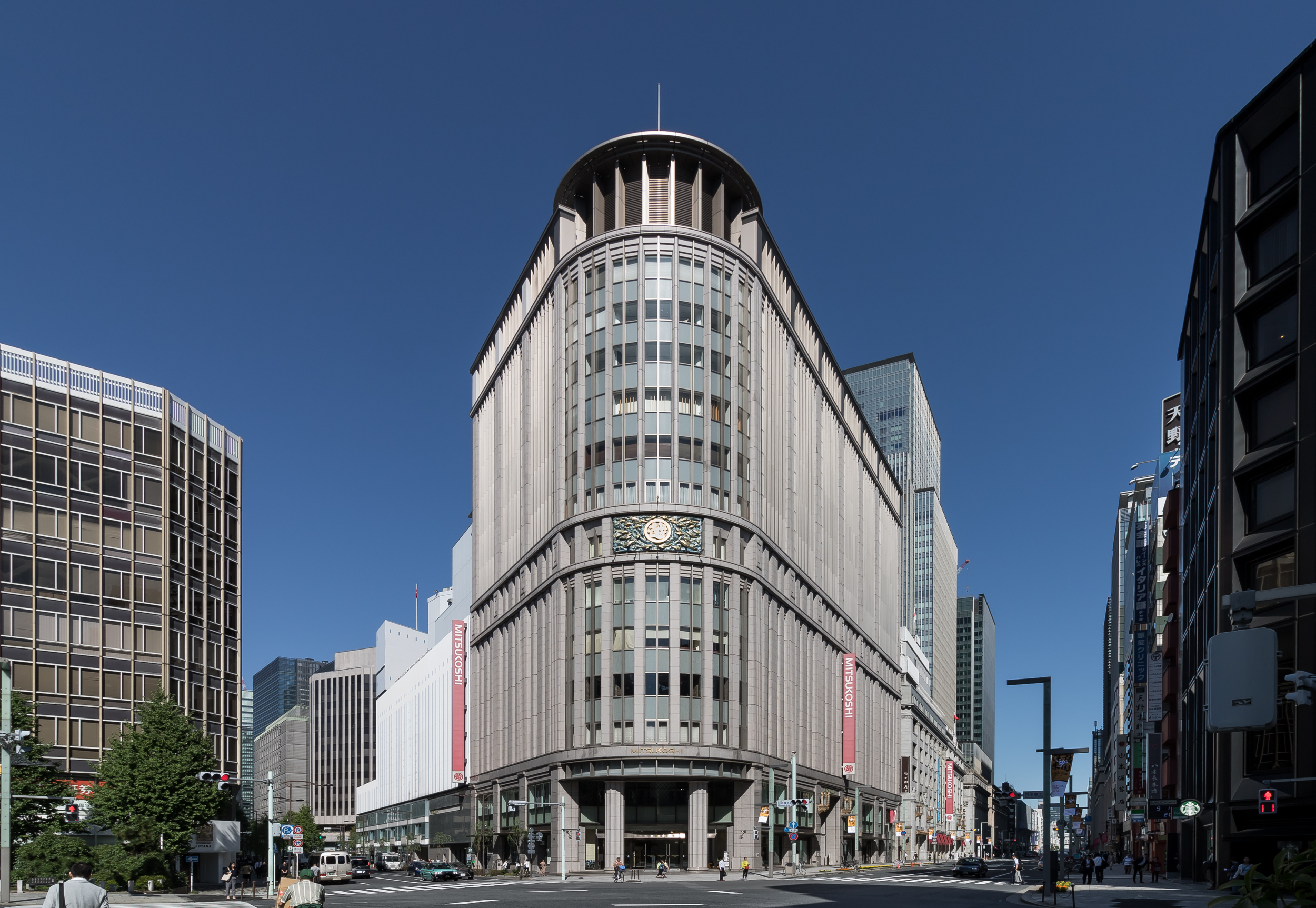
南東側
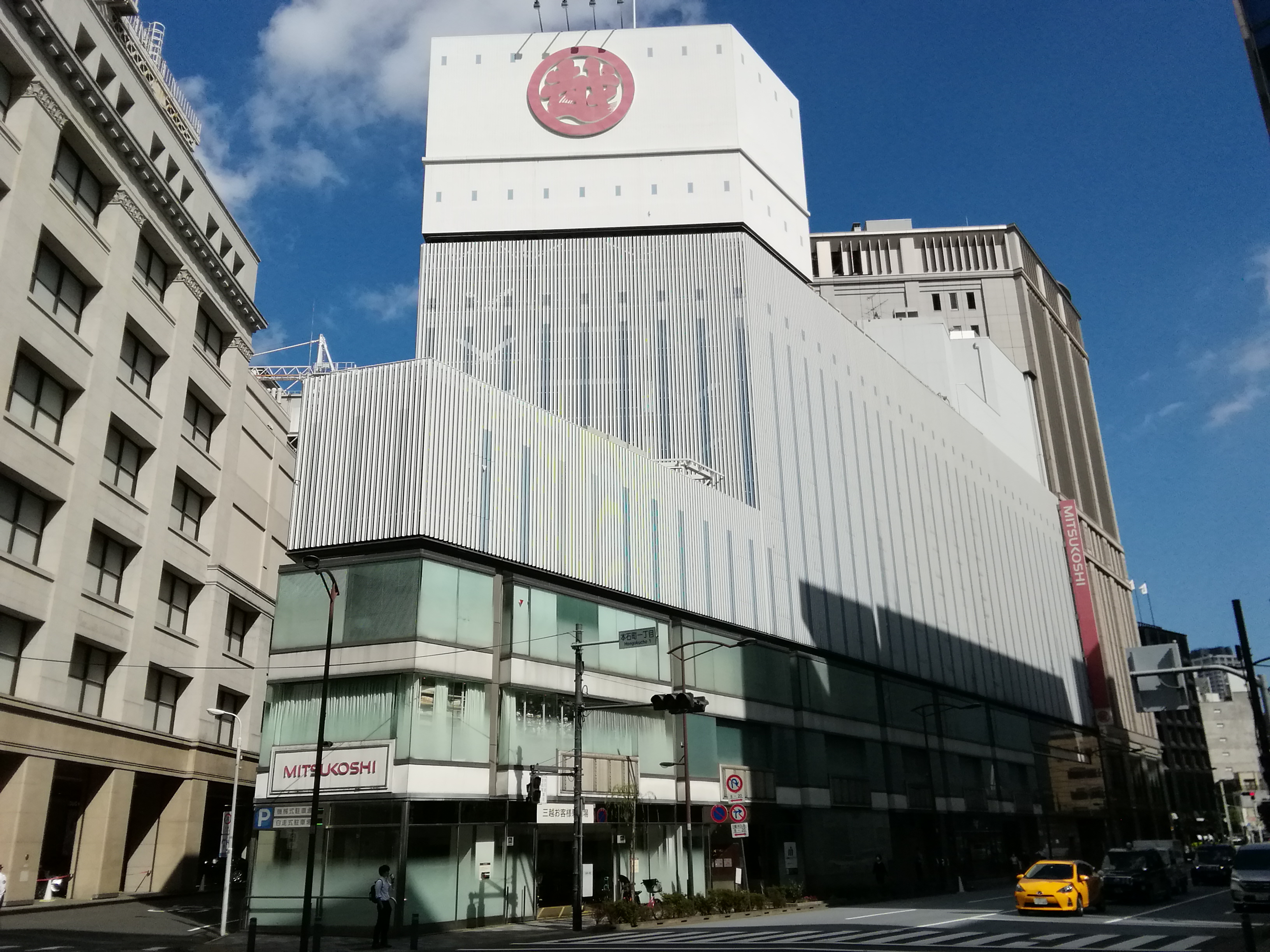
西側
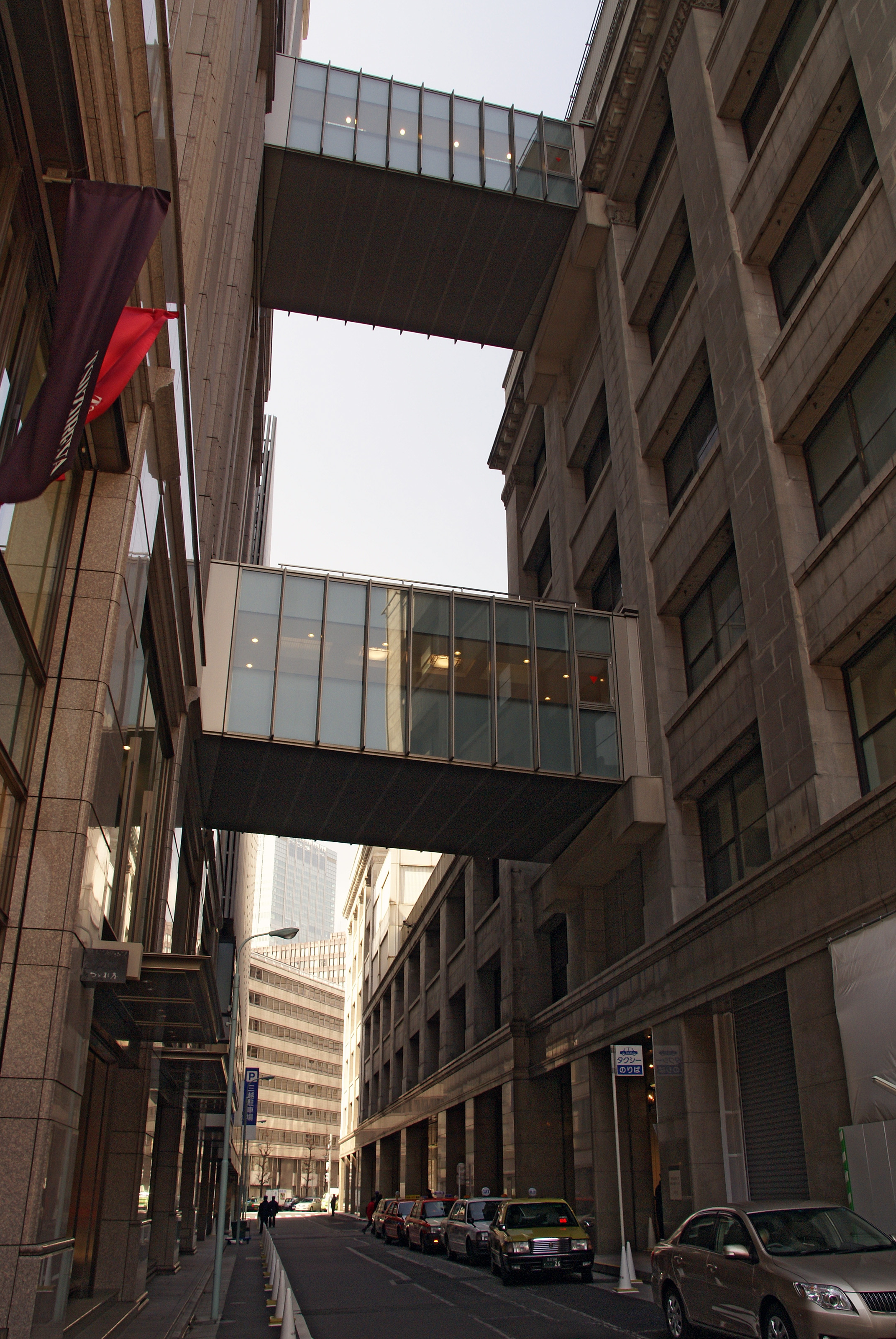
3階と7階、地下1階には本館と新館をつなぐ連絡通路がある

## 周辺施設と交通

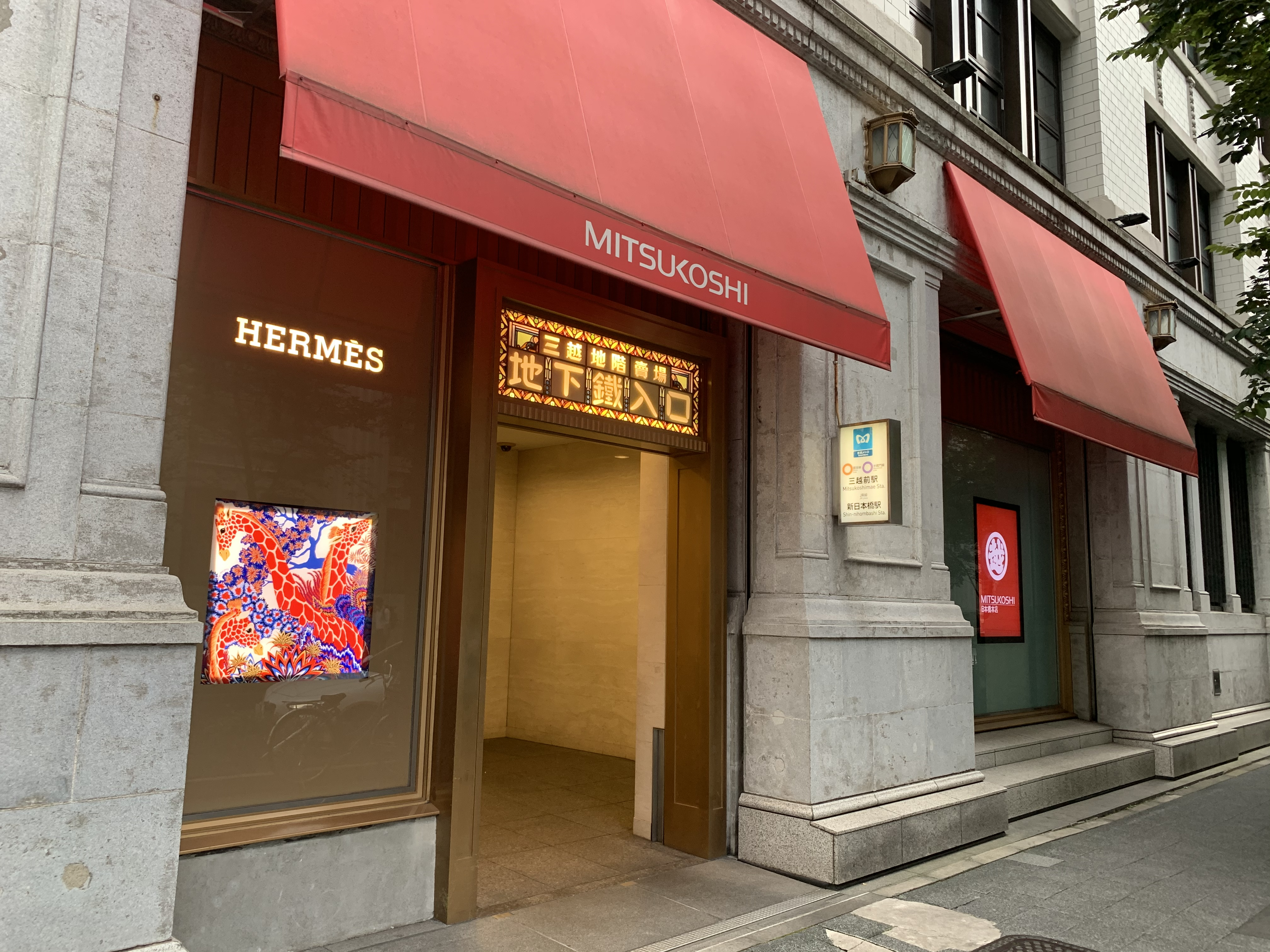
日本橋三越本店から直結する地下鉄入口（A5）。東京メトロ三越前駅と、JR東日本新日本橋駅につながる。

本館は日本橋の北約100m、東に中央通り、北に江戸桜通り、西に日銀通りに囲まれた街区に建ち、南側の西行一方通行の道を挟んで三越新館が隣接する。新館の南側の道路の地下には東京メトロ半蔵門線三越前駅があり、さらにその南側には駐車場や関連会社などの入る三越SDビルがある。三越本店本館の北には三井本館があり、日本橋室町一帯は三井グループにとって重要な拠点である。三越本館の西側、日銀通りの先は日本橋本石町となり、西隣に三菱東京UFJ銀行本店別館（旧 東京銀行本店）、その北側には日本銀行本店がある。中央通りを挟んだ東側は日本橋室町東地区開発として再開発が行われ、本館の向かいに室町ちばぎん三井ビルディング（COREDO室町3）、その北に室町東三井ビルディング（COREDO室町1）が建つ。新館は日本橋北詰交差点に面し、日本橋川を渡って中央通りを南下すると日本橋交差点北東角に2004年竣工の日本橋一丁目三井ビルディングが建つ。三越と同様に「江戸三大呉服店」と呼ばれた呉服商をルーツを持つ百貨店の一つ白木屋（他は越後屋と大丸）の跡地で、1967年（昭和42年）に東急百貨店日本橋店となった後1999年に閉店。超高層ビルに建て替えられた。さらにその南の日本橋2丁目の髙島屋は京都の呉服商から発展した百貨店で、1900年に東京に進出。1933年（昭和8年）に現在地に髙島屋東京店として開店した。2009年（平成21年）に重要文化財に指定。2012年（平成24年）には店舗名を髙島屋日本橋店に改めた。髙島屋から400mほど西の東京駅八重洲口のグラントウキョウノースタワーには、江戸三大呉服店を源流に持つ大丸東京店がある。
中央通りの地下には東京メトロ銀座線が走り、本館の北寄りに三越前駅のプラットホームがある。東京メトロ半蔵門線の三越前駅は、新館の南側を東西に走る街路の地下に位置する。A3・A5出口が本館、A2出口が新館に隣接・直結している。このほか、三越では徒歩5分の東京メトロ東西線・都営地下鉄浅草線日本橋駅、徒歩7分のJR総武快速線新日本橋駅、徒歩10分の東京駅（日本橋口）を最寄り駅として案内している。東京駅近くの鉄鋼ビルディングからは、無料巡回バス「メトロリンク日本橋」が運行している。高速道路では首都高速都心環状線神田橋出入口が最寄りとなり、新館パーキングビル（自走式200台、機械式60台）、三越SDビル（機械式44台）のほか本町駐車場、COREDO室町などの提携駐車場が利用できる。